# فهرست سیارک‌ها (۲۱۵۰۰۱–۲۱۶۰۰۱)
فهرست سیارک‌ها (۲۱۵۰۰۱ - ۲۱۶۰۰۱) فهرست سیارک‌ها از ۲۱۵۰۰۱ تا ۲۱۶۰۰۱ است.
| نام    | نام انگلیسی      | تاریخ کشف       |
| ------ | ---------------- | --------------- |
| ۲۱۵۰۰۱ | 2008 CO149       | ۹ فوریه ۲۰۰۸    |
| ۲۱۵۰۰۲ | 2008 CE158       | ۹ فوریه ۲۰۰۸    |
| ۲۱۵۰۰۳ | 2008 CQ162       | ۱۰ فوریه ۲۰۰۸   |
| ۲۱۵۰۰۴ | 2008 CW198       | ۱۲ فوریه ۲۰۰۸   |
| ۲۱۵۰۰۵ | 2008 DL6         | ۲۴ فوریه ۲۰۰۸   |
| ۲۱۵۰۰۶ | 2008 DN31        | ۲۷ فوریه ۲۰۰۸   |
| ۲۱۵۰۰۷ | 2008 DC34        | ۲۷ فوریه ۲۰۰۸   |
| ۲۱۵۰۰۸ | 2008 DT65        | ۲۸ فوریه ۲۰۰۸   |
| ۲۱۵۰۰۹ | 2008 DR79        | ۲۹ فوریه ۲۰۰۸   |
| ۲۱۵۰۱۰ | 2008 EU18        | ۲ مارس ۲۰۰۸     |
| ۲۱۵۰۱۱ | 2008 ES19        | ۲ مارس ۲۰۰۸     |
| ۲۱۵۰۱۲ | 2008 EG103       | ۵ مارس ۲۰۰۸     |
| ۲۱۵۰۱۳ | 2008 GX67        | ۶ آوریل ۲۰۰۸    |
| ۲۱۵۰۱۴ | 2008 SM1         | ۲۲ سپتامبر ۲۰۰۸ |
| ۲۱۵۰۱۵ | 2008 TP120       | ۷ اکتبر ۲۰۰۸    |
| ۲۱۵۰۱۶ | Catherinegriffin | ۲۱ اکتبر ۲۰۰۸   |
| ۲۱۵۰۱۷ | 2008 XD49        | ۷ دسامبر ۲۰۰۸   |
| ۲۱۵۰۱۸ | 2008 YS51        | ۲۹ دسامبر ۲۰۰۸  |
| ۲۱۵۰۱۹ | 2008 YB159       | ۳۰ دسامبر ۲۰۰۸  |
| ۲۱۵۰۲۰ | 2009 BE14        | ۲۵ ژانویه ۲۰۰۹  |
| ۲۱۵۰۲۱ | 2009 BJ71        | ۲۶ ژانویه ۲۰۰۹  |
| ۲۱۵۰۲۲ | 2009 BA73        | ۲۹ ژانویه ۲۰۰۹  |
| ۲۱۵۰۲۳ | 2009 BR76        | ۲۷ ژانویه ۲۰۰۹  |
| ۲۱۵۰۲۴ | 2009 BV81        | ۲۸ ژانویه ۲۰۰۹  |
| ۲۱۵۰۲۵ | 2009 BG86        | ۲۵ ژانویه ۲۰۰۹  |
| ۲۱۵۰۲۶ | 2009 BP108       | ۲۹ ژانویه ۲۰۰۹  |
| ۲۱۵۰۲۷ | 2009 BK111       | ۲۸ ژانویه ۲۰۰۹  |
| ۲۱۵۰۲۸ | 2009 BO112       | ۳۱ ژانویه ۲۰۰۹  |
| ۲۱۵۰۲۹ | 2009 BF130       | ۳۱ ژانویه ۲۰۰۹  |
| ۲۱۵۰۳۰ | 2009 BF170       | ۱۸ ژانویه ۲۰۰۹  |
| ۲۱۵۰۳۱ | 2009 BA179       | ۲۰ ژانویه ۲۰۰۹  |
| ۲۱۵۰۳۲ | 2009 BD179       | ۳۰ ژانویه ۲۰۰۹  |
| ۲۱۵۰۳۳ | 2009 CP12        | ۲ فوریه ۲۰۰۹    |
| ۲۱۵۰۳۴ | 2009 CR12        | ۲ فوریه ۲۰۰۹    |
| ۲۱۵۰۳۵ | 2009 CD28        | ۱ فوریه ۲۰۰۹    |
| ۲۱۵۰۳۶ | 2009 CC39        | ۱۳ فوریه ۲۰۰۹   |
| ۲۱۵۰۳۷ | 2009 CR40        | ۱۳ فوریه ۲۰۰۹   |
| ۲۱۵۰۳۸ | 2009 CZ43        | ۱۴ فوریه ۲۰۰۹   |
| ۲۱۵۰۳۹ | 2009 CM53        | ۱۳ فوریه ۲۰۰۹   |
| ۲۱۵۰۴۰ | 2009 CS59        | ۱۴ فوریه ۲۰۰۹   |
| ۲۱۵۰۴۱ | 2009 CA60        | ۵ فوریه ۲۰۰۹    |
| ۲۱۵۰۴۲ | 2009 DK3         | ۱۹ فوریه ۲۰۰۹   |
| ۲۱۵۰۴۳ | 2009 DF4         | ۱۹ فوریه ۲۰۰۹   |
| ۲۱۵۰۴۴ | 2009 DW4         | ۲۰ فوریه ۲۰۰۹   |
| ۲۱۵۰۴۵ | 2009 DQ6         | ۱۷ فوریه ۲۰۰۹   |
| ۲۱۵۰۴۶ | 2009 DS9         | ۱۸ فوریه ۲۰۰۹   |
| ۲۱۵۰۴۷ | 2009 DE17        | ۲۱ فوریه ۲۰۰۹   |
| ۲۱۵۰۴۸ | 2009 DZ18        | ۲۰ فوریه ۲۰۰۹   |
| ۲۱۵۰۴۹ | 2009 DQ34        | ۲۰ فوریه ۲۰۰۹   |
| ۲۱۵۰۵۰ | 2009 DU40        | ۱۶ فوریه ۲۰۰۹   |
| ۲۱۵۰۵۱ | 2009 DL41        | ۱۸ فوریه ۲۰۰۹   |
| ۲۱۵۰۵۲ | 2009 DA47        | ۲۸ فوریه ۲۰۰۹   |
| ۲۱۵۰۵۳ | 2009 DL47        | ۲۶ فوریه ۲۰۰۹   |
| ۲۱۵۰۵۴ | 2009 DJ64        | ۲۲ فوریه ۲۰۰۹   |
| ۲۱۵۰۵۵ | 2009 DR70        | ۲۶ فوریه ۲۰۰۹   |
| ۲۱۵۰۵۶ | 2009 DN75        | ۲۱ فوریه ۲۰۰۹   |
| ۲۱۵۰۵۷ | 2009 DE83        | ۲۴ فوریه ۲۰۰۹   |
| ۲۱۵۰۵۸ | 2009 DW94        | ۲۸ فوریه ۲۰۰۹   |
| ۲۱۵۰۵۹ | 2009 DK113       | ۲۷ فوریه ۲۰۰۹   |
| ۲۱۵۰۶۰ | 2009 DN119       | ۲۷ فوریه ۲۰۰۹   |
| ۲۱۵۰۶۱ | 2009 DM124       | ۱۹ فوریه ۲۰۰۹   |
| ۲۱۵۰۶۲ | 2009 DC125       | ۱۹ فوریه ۲۰۰۹   |
| ۲۱۵۰۶۳ | 2009 DQ125       | ۱۹ فوریه ۲۰۰۹   |
| ۲۱۵۰۶۴ | 2009 DC126       | ۱۹ فوریه ۲۰۰۹   |
| ۲۱۵۰۶۵ | 2009 DR126       | ۲۰ فوریه ۲۰۰۹   |
| ۲۱۵۰۶۶ | 2009 DX126       | ۲۰ فوریه ۲۰۰۹   |
| ۲۱۵۰۶۷ | 2009 DY126       | ۲۰ فوریه ۲۰۰۹   |
| ۲۱۵۰۶۸ | 2009 DU129       | ۲۷ فوریه ۲۰۰۹   |
| ۲۱۵۰۶۹ | 2009 DV129       | ۲۷ فوریه ۲۰۰۹   |
| ۲۱۵۰۷۰ | 2009 DD130       | ۲۷ فوریه ۲۰۰۹   |
| ۲۱۵۰۷۱ | 2009 ET3         | ۱۵ مارس ۲۰۰۹    |
| ۲۱۵۰۷۲ | 2009 EV10        | ۲ مارس ۲۰۰۹     |
| ۲۱۵۰۷۳ | 2009 EC20        | ۱۵ مارس ۲۰۰۹    |
| ۲۱۵۰۷۴ | 2009 EV20        | ۱۵ مارس ۲۰۰۹    |
| ۲۱۵۰۷۵ | 2009 EY20        | ۱۵ مارس ۲۰۰۹    |
| ۲۱۵۰۷۶ | 2009 FP3         | ۱۷ مارس ۲۰۰۹    |
| ۲۱۵۰۷۷ | 2009 FY15        | ۱۷ مارس ۲۰۰۹    |
| ۲۱۵۰۷۸ | 2009 FL18        | ۱۹ مارس ۲۰۰۹    |
| ۲۱۵۰۷۹ | 2009 FO18        | ۱۹ مارس ۲۰۰۹    |
| ۲۱۵۰۸۰ | Kaohsiung        | ۲۰ مارس ۲۰۰۹    |
| ۲۱۵۰۸۱ | 2009 FU21        | ۱۷ مارس ۲۰۰۹    |
| ۲۱۵۰۸۲ | 2009 FT22        | ۱۹ مارس ۲۰۰۹    |
| ۲۱۵۰۸۳ | 2009 FH23        | ۲۱ مارس ۲۰۰۹    |
| ۲۱۵۰۸۴ | 2009 FX29        | ۲۵ مارس ۲۰۰۹    |
| ۲۱۵۰۸۵ | 2009 FZ36        | ۲۱ مارس ۲۰۰۹    |
| ۲۱۵۰۸۶ | 2009 FJ43        | ۲۹ مارس ۲۰۰۹    |
| ۲۱۵۰۸۷ | 2009 FL43        | ۳۰ مارس ۲۰۰۹    |
| ۲۱۵۰۸۷ | 2220 P-L         | ۲۴ سپتامبر ۱۹۶۰ |
| ۲۱۵۰۸۷ | 2709 P-L         | ۲۴ سپتامبر ۱۹۶۰ |
| ۲۱۵۰۸۷ | 2823 P-L         | ۲۴ سپتامبر ۱۹۶۰ |
| ۲۱۵۰۸۷ | 6228 P-L         | ۲۴ سپتامبر ۱۹۶۰ |
| ۲۱۵۰۸۷ | 6256 P-L         | ۲۴ سپتامبر ۱۹۶۰ |
| ۲۱۵۰۸۷ | 6823 P-L         | ۲۴ سپتامبر ۱۹۶۰ |
| ۲۱۵۰۹۴ | 5043 T-2         | ۲۵ سپتامبر ۱۹۷۳ |
| ۲۱۵۰۹۵ | 3131 T-3         | ۱۶ اکتبر ۱۹۷۷   |
| ۲۱۵۰۹۶ | 3259 T-3         | ۱۶ اکتبر ۱۹۷۷   |
| ۲۱۵۰۹۷ | 5049 T-3         | ۱۶ اکتبر ۱۹۷۷   |
| ۲۱۵۰۹۸ | 5053 T-3         | ۱۶ اکتبر ۱۹۷۷   |
| ۲۱۵۰۹۹ | 1981 EN36        | ۷ مارس ۱۹۸۱     |
| ۲۱۵۰۹۹ | 1992 RD          | ۲ سپتامبر ۱۹۹۲  |
| ۲۱۵۰۹۹ | 1995 LB          | ۱ ژوئن ۱۹۹۵     |
| ۲۱۵۱۰۲ | 1995 OC7         | ۲۴ ژوئیه ۱۹۹۵   |
| ۲۱۵۱۰۳ | 1995 UZ15        | ۱۷ اکتبر ۱۹۹۵   |
| ۲۱۵۱۰۴ | 1995 UL18        | ۱۸ اکتبر ۱۹۹۵   |
| ۲۱۵۱۰۵ | 1995 UV52        | ۲۳ اکتبر ۱۹۹۵   |
| ۲۱۵۱۰۶ | 1995 VQ2         | ۱۴ نوامبر ۱۹۹۵  |
| ۲۱۵۱۰۷ | 1996 RX15        | ۱۳ سپتامبر ۱۹۹۶ |
| ۲۱۵۱۰۸ | 1996 RC18        | ۱۴ سپتامبر ۱۹۹۶ |
| ۲۱۵۱۰۹ | 1996 VM15        | ۵ نوامبر ۱۹۹۶   |
| ۲۱۵۱۱۰ | 1997 NO5         | ۵ ژوئیه ۱۹۹۷    |
| ۲۱۵۱۱۱ | 1997 WK56        | ۲۱ نوامبر ۱۹۹۷  |
| ۲۱۵۱۱۲ | 1997 XR7         | ۶ دسامبر ۱۹۹۷   |
| ۲۱۵۱۱۳ | 1998 DD2         | ۲۱ فوریه ۱۹۹۸   |
| ۲۱۵۱۱۴ | 1998 DJ8         | ۲۱ فوریه ۱۹۹۸   |
| ۲۱۵۱۱۴ | 1998 EO          | ۲ مارس ۱۹۹۸     |
| ۲۱۵۱۱۶ | 1998 MG44        | ۲۶ ژوئن ۱۹۹۸    |
| ۲۱۵۱۱۷ | 1998 RQ10        | ۱۳ سپتامبر ۱۹۹۸ |
| ۲۱۵۱۱۸ | 1998 TO12        | ۱۳ اکتبر ۱۹۹۸   |
| ۲۱۵۱۱۹ | 1998 WU38        | ۲۱ نوامبر ۱۹۹۸  |
| ۲۱۵۱۲۰ | 1999 JG4         | ۱۰ مه ۱۹۹۹      |
| ۲۱۵۱۲۱ | 1999 JB11        | ۱۴ مه ۱۹۹۹      |
| ۲۱۵۱۲۲ | 1999 LG4         | ۹ ژوئن ۱۹۹۹     |
| ۲۱۵۱۲۳ | 1999 RS41        | ۱۵ سپتامبر ۱۹۹۹ |
| ۲۱۵۱۲۴ | 1999 RV73        | ۱۳ سپتامبر ۱۹۹۹ |
| ۲۱۵۱۲۵ | 1999 RY78        | ۷ سپتامبر ۱۹۹۹  |
| ۲۱۵۱۲۶ | 1999 RX122       | ۹ سپتامبر ۱۹۹۹  |
| ۲۱۵۱۲۷ | 1999 RG135       | ۹ سپتامبر ۱۹۹۹  |
| ۲۱۵۱۲۸ | 1999 RO138       | ۹ سپتامبر ۱۹۹۹  |
| ۲۱۵۱۲۹ | 1999 RW153       | ۹ سپتامبر ۱۹۹۹  |
| ۲۱۵۱۳۰ | 1999 RB199       | ۱۰ سپتامبر ۱۹۹۹ |
| ۲۱۵۱۳۱ | 1999 RH237       | ۸ سپتامبر ۱۹۹۹  |
| ۲۱۵۱۳۲ | 1999 TQ4         | ۳ اکتبر ۱۹۹۹    |
| ۲۱۵۱۳۳ | 1999 TU33        | ۴ اکتبر ۱۹۹۹    |
| ۲۱۵۱۳۴ | 1999 TG65        | ۸ اکتبر ۱۹۹۹    |
| ۲۱۵۱۳۵ | 1999 TA124       | ۴ اکتبر ۱۹۹۹    |
| ۲۱۵۱۳۶ | 1999 TY163       | ۹ اکتبر ۱۹۹۹    |
| ۲۱۵۱۳۷ | 1999 TW171       | ۱۰ اکتبر ۱۹۹۹   |
| ۲۱۵۱۳۸ | 1999 TL206       | ۱۳ اکتبر ۱۹۹۹   |
| ۲۱۵۱۳۹ | 1999 TS218       | ۱۵ اکتبر ۱۹۹۹   |
| ۲۱۵۱۴۰ | 1999 TP260       | ۱۱ اکتبر ۱۹۹۹   |
| ۲۱۵۱۴۱ | 1999 TS280       | ۸ اکتبر ۱۹۹۹    |
| ۲۱۵۱۴۲ | 1999 UO39        | ۳۱ اکتبر ۱۹۹۹   |
| ۲۱۵۱۴۳ | 1999 UN50        | ۳۰ اکتبر ۱۹۹۹   |
| ۲۱۵۱۴۴ | 1999 UV51        | ۳۱ اکتبر ۱۹۹۹   |
| ۲۱۵۱۴۵ | 1999 UM57        | ۲۹ اکتبر ۱۹۹۹   |
| ۲۱۵۱۴۶ | 1999 VA28        | ۳ نوامبر ۱۹۹۹   |
| ۲۱۵۱۴۷ | 1999 VK66        | ۴ نوامبر ۱۹۹۹   |
| ۲۱۵۱۴۸ | 1999 VJ69        | ۴ نوامبر ۱۹۹۹   |
| ۲۱۵۱۴۹ | 1999 VC114       | ۹ نوامبر ۱۹۹۹   |
| ۲۱۵۱۵۰ | 1999 VJ117       | ۹ نوامبر ۱۹۹۹   |
| ۲۱۵۱۵۱ | 1999 VP150       | ۱۴ نوامبر ۱۹۹۹  |
| ۲۱۵۱۵۲ | 1999 VF174       | ۵ نوامبر ۱۹۹۹   |
| ۲۱۵۱۵۳ | 1999 VX193       | ۳ نوامبر ۱۹۹۹   |
| ۲۱۵۱۵۴ | 1999 XR139       | ۲ دسامبر ۱۹۹۹   |
| ۲۱۵۱۵۵ | 1999 XH146       | ۷ دسامبر ۱۹۹۹   |
| ۲۱۵۱۵۶ | 1999 XX215       | ۱۳ دسامبر ۱۹۹۹  |
| ۲۱۵۱۵۷ | 1999 XY251       | ۹ دسامبر ۱۹۹۹   |
| ۲۱۵۱۵۸ | 2000 AE59        | ۴ ژانویه ۲۰۰۰   |
| ۲۱۵۱۵۹ | 2000 AU91        | ۵ ژانویه ۲۰۰۰   |
| ۲۱۵۱۶۰ | 2000 AY102       | ۵ ژانویه ۲۰۰۰   |
| ۲۱۵۱۶۱ | 2000 AS178       | ۷ ژانویه ۲۰۰۰   |
| ۲۱۵۱۶۲ | 2000 BB5         | ۲۱ ژانویه ۲۰۰۰  |
| ۲۱۵۱۶۳ | 2000 BC9         | ۲۶ ژانویه ۲۰۰۰  |
| ۲۱۵۱۶۴ | 2000 CN15        | ۲ فوریه ۲۰۰۰    |
| ۲۱۵۱۶۵ | 2000 CG22        | ۲ فوریه ۲۰۰۰    |
| ۲۱۵۱۶۶ | 2000 CQ40        | ۱ فوریه ۲۰۰۰    |
| ۲۱۵۱۶۷ | 2000 EL26        | ۵ مارس ۲۰۰۰     |
| ۲۱۵۱۶۸ | 2000 EU29        | ۵ مارس ۲۰۰۰     |
| ۲۱۵۱۶۹ | 2000 EM112       | ۹ مارس ۲۰۰۰     |
| ۲۱۵۱۷۰ | 2000 FR9         | ۳۰ مارس ۲۰۰۰    |
| ۲۱۵۱۷۱ | 2000 FX23        | ۲۹ مارس ۲۰۰۰    |
| ۲۱۵۱۷۲ | 2000 GQ67        | ۵ آوریل ۲۰۰۰    |
| ۲۱۵۱۷۳ | 2000 GO73        | ۵ آوریل ۲۰۰۰    |
| ۲۱۵۱۷۴ | 2000 GU100       | ۷ آوریل ۲۰۰۰    |
| ۲۱۵۱۷۵ | 2000 GS117       | ۲ آوریل ۲۰۰۰    |
| ۲۱۵۱۷۶ | 2000 GQ120       | ۵ آوریل ۲۰۰۰    |
| ۲۱۵۱۷۷ | 2000 GM163       | ۱۰ آوریل ۲۰۰۰   |
| ۲۱۵۱۷۸ | 2000 GO166       | ۵ آوریل ۲۰۰۰    |
| ۲۱۵۱۷۹ | 2000 GQ171       | ۵ آوریل ۲۰۰۰    |
| ۲۱۵۱۸۰ | 2000 HX2         | ۲۵ آوریل ۲۰۰۰   |
| ۲۱۵۱۸۱ | 2000 HE3         | ۲۶ آوریل ۲۰۰۰   |
| ۲۱۵۱۸۲ | 2000 HE67        | ۲۷ آوریل ۲۰۰۰   |
| ۲۱۵۱۸۳ | 2000 HB74        | ۲۹ آوریل ۲۰۰۰   |
| ۲۱۵۱۸۴ | 2000 HX103       | ۲۷ آوریل ۲۰۰۰   |
| ۲۱۵۱۸۵ | 2000 JD83        | ۷ مه ۲۰۰۰       |
| ۲۱۵۱۸۵ | 2000 KX          | ۲۴ مه ۲۰۰۰      |
| ۲۱۵۱۸۷ | 2000 LQ25        | ۷ ژوئن ۲۰۰۰     |
| ۲۱۵۱۸۷ | 2000 NM          | ۲ ژوئیه ۲۰۰۰    |
| ۲۱۵۱۸۹ | 2000 NK10        | ۶ ژوئیه ۲۰۰۰    |
| ۲۱۵۱۹۰ | 2000 PU3         | ۳ اوت ۲۰۰۰      |
| ۲۱۵۱۹۱ | 2000 QQ47        | ۲۴ اوت ۲۰۰۰     |
| ۲۱۵۱۹۲ | 2000 QV155       | ۳۱ اوت ۲۰۰۰     |
| ۲۱۵۱۹۳ | 2000 QM173       | ۳۱ اوت ۲۰۰۰     |
| ۲۱۵۱۹۴ | 2000 SN18        | ۲۳ سپتامبر ۲۰۰۰ |
| ۲۱۵۱۹۵ | 2000 SA22        | ۲۴ سپتامبر ۲۰۰۰ |
| ۲۱۵۱۹۶ | 2000 SK30        | ۲۴ سپتامبر ۲۰۰۰ |
| ۲۱۵۱۹۷ | 2000 SN42        | ۲۴ سپتامبر ۲۰۰۰ |
| ۲۱۵۱۹۸ | 2000 SZ69        | ۲۴ سپتامبر ۲۰۰۰ |
| ۲۱۵۱۹۹ | 2000 SB130       | ۲۲ سپتامبر ۲۰۰۰ |
| ۲۱۵۲۰۰ | 2000 SB134       | ۲۳ سپتامبر ۲۰۰۰ |
| ۲۱۵۲۰۱ | 2000 SX139       | ۲۳ سپتامبر ۲۰۰۰ |
| ۲۱۵۲۰۲ | 2000 SZ159       | ۲۲ سپتامبر ۲۰۰۰ |
| ۲۱۵۲۰۳ | 2000 SO191       | ۲۴ سپتامبر ۲۰۰۰ |
| ۲۱۵۲۰۴ | 2000 SL208       | ۲۴ سپتامبر ۲۰۰۰ |
| ۲۱۵۲۰۵ | 2000 SB224       | ۲۷ سپتامبر ۲۰۰۰ |
| ۲۱۵۲۰۶ | 2000 SY248       | ۲۴ سپتامبر ۲۰۰۰ |
| ۲۱۵۲۰۷ | 2000 SO269       | ۲۷ سپتامبر ۲۰۰۰ |
| ۲۱۵۲۰۸ | 2000 SC300       | ۲۸ سپتامبر ۲۰۰۰ |
| ۲۱۵۲۰۹ | 2000 SL339       | ۲۵ سپتامبر ۲۰۰۰ |
| ۲۱۵۲۱۰ | 2000 SB351       | ۲۹ سپتامبر ۲۰۰۰ |
| ۲۱۵۲۱۱ | 2000 SF356       | ۲۹ سپتامبر ۲۰۰۰ |
| ۲۱۵۲۱۲ | 2000 TC11        | ۱ اکتبر ۲۰۰۰    |
| ۲۱۵۲۱۳ | 2000 TV18        | ۱ اکتبر ۲۰۰۰    |
| ۲۱۵۲۱۴ | 2000 TH20        | ۱ اکتبر ۲۰۰۰    |
| ۲۱۵۲۱۵ | 2000 TU35        | ۶ اکتبر ۲۰۰۰    |
| ۲۱۵۲۱۶ | 2000 UE9         | ۲۴ اکتبر ۲۰۰۰   |
| ۲۱۵۲۱۷ | 2000 UX16        | ۳۰ اکتبر ۲۰۰۰   |
| ۲۱۵۲۱۸ | 2000 UH20        | ۲۴ اکتبر ۲۰۰۰   |
| ۲۱۵۲۱۹ | 2000 UR112       | ۲۴ اکتبر ۲۰۰۰   |
| ۲۱۵۲۲۰ | 2000 VJ13        | ۱ نوامبر ۲۰۰۰   |
| ۲۱۵۲۲۱ | 2000 WA19        | ۲۱ نوامبر ۲۰۰۰  |
| ۲۱۵۲۲۲ | 2000 WE29        | ۲۰ نوامبر ۲۰۰۰  |
| ۲۱۵۲۲۳ | 2000 WM127       | ۱۷ نوامبر ۲۰۰۰  |
| ۲۱۵۲۲۴ | 2000 WX131       | ۲۰ نوامبر ۲۰۰۰  |
| ۲۱۵۲۲۵ | 2000 WP140       | ۲۱ نوامبر ۲۰۰۰  |
| ۲۱۵۲۲۶ | 2000 WY160       | ۲۰ نوامبر ۲۰۰۰  |
| ۲۱۵۲۲۷ | 2000 WZ181       | ۲۵ نوامبر ۲۰۰۰  |
| ۲۱۵۲۲۸ | 2000 YX8         | ۲۰ دسامبر ۲۰۰۰  |
| ۲۱۵۲۲۹ | 2000 YO39        | ۳۰ دسامبر ۲۰۰۰  |
| ۲۱۵۲۳۰ | 2000 YL44        | ۳۰ دسامبر ۲۰۰۰  |
| ۲۱۵۲۳۱ | 2001 AX11        | ۲ ژانویه ۲۰۰۱   |
| ۲۱۵۲۳۲ | 2001 AK12        | ۲ ژانویه ۲۰۰۱   |
| ۲۱۵۲۳۳ | 2001 AZ21        | ۳ ژانویه ۲۰۰۱   |
| ۲۱۵۲۳۴ | 2001 AN25        | ۴ ژانویه ۲۰۰۱   |
| ۲۱۵۲۳۵ | 2001 BA30        | ۲۰ ژانویه ۲۰۰۱  |
| ۲۱۵۲۳۶ | 2001 BP76        | ۲۶ ژانویه ۲۰۰۱  |
| ۲۱۵۲۳۷ | 2001 DJ2         | ۱۶ فوریه ۲۰۰۱   |
| ۲۱۵۲۳۸ | 2001 DJ14        | ۱۹ فوریه ۲۰۰۱   |
| ۲۱۵۲۳۹ | 2001 DG15        | ۱۶ فوریه ۲۰۰۱   |
| ۲۱۵۲۴۰ | 2001 DY29        | ۱۷ فوریه ۲۰۰۱   |
| ۲۱۵۲۴۱ | 2001 DW64        | ۱۹ فوریه ۲۰۰۱   |
| ۲۱۵۲۴۲ | 2001 DD70        | ۱۹ فوریه ۲۰۰۱   |
| ۲۱۵۲۴۳ | 2001 DG97        | ۱۷ فوریه ۲۰۰۱   |
| ۲۱۵۲۴۴ | 2001 EN14        | ۱۵ مارس ۲۰۰۱    |
| ۲۱۵۲۴۵ | 2001 FW187       | ۲۰ مارس ۲۰۰۱    |
| ۲۱۵۲۴۵ | 2001 GW          | ۱۳ آوریل ۲۰۰۱   |
| ۲۱۵۲۴۷ | 2001 KY17        | ۲۰ مه ۲۰۰۱      |
| ۲۱۵۲۴۸ | 2001 KJ34        | ۱۸ مه ۲۰۰۱      |
| ۲۱۵۲۴۹ | 2001 KD58        | ۲۶ مه ۲۰۰۱      |
| ۲۱۵۲۵۰ | 2001 KS62        | ۱۸ مه ۲۰۰۱      |
| ۲۱۵۲۵۱ | 2001 LK18        | ۱۳ ژوئن ۲۰۰۱    |
| ۲۱۵۲۵۲ | 2001 MB12        | ۲۱ ژوئن ۲۰۰۱    |
| ۲۱۵۲۵۳ | 2001 MG18        | ۲۲ ژوئن ۲۰۰۱    |
| ۲۱۵۲۵۴ | 2001 MK31        | ۲۱ ژوئن ۲۰۰۱    |
| ۲۱۵۲۵۴ | 2001 NJ          | ۱۱ ژوئیه ۲۰۰۱   |
| ۲۱۵۲۵۶ | 2001 NR2         | ۱۳ ژوئیه ۲۰۰۱   |
| ۲۱۵۲۵۷ | 2001 NM6         | ۱۵ ژوئیه ۲۰۰۱   |
| ۲۱۵۲۵۸ | 2001 NP9         | ۱۴ ژوئیه ۲۰۰۱   |
| ۲۱۵۲۵۸ | 2001 ON          | ۱۶ ژوئیه ۲۰۰۱   |
| ۲۱۵۲۶۰ | 2001 OH2         | ۱۶ ژوئیه ۲۰۰۱   |
| ۲۱۵۲۶۱ | 2001 OT14        | ۲۰ ژوئیه ۲۰۰۱   |
| ۲۱۵۲۶۲ | 2001 OD16        | ۲۰ ژوئیه ۲۰۰۱   |
| ۲۱۵۲۶۳ | 2001 OW23        | ۱۶ ژوئیه ۲۰۰۱   |
| ۲۱۵۲۶۴ | 2001 OT33        | ۱۹ ژوئیه ۲۰۰۱   |
| ۲۱۵۲۶۵ | 2001 OB55        | ۲۲ ژوئیه ۲۰۰۱   |
| ۲۱۵۲۶۶ | 2001 OK63        | ۱۹ ژوئیه ۲۰۰۱   |
| ۲۱۵۲۶۷ | 2001 OA67        | ۲۵ ژوئیه ۲۰۰۱   |
| ۲۱۵۲۶۸ | 2001 ON84        | ۱۸ ژوئیه ۲۰۰۱   |
| ۲۱۵۲۶۹ | 2001 OC107       | ۲۹ ژوئیه ۲۰۰۱   |
| ۲۱۵۲۷۰ | 2001 OV110       | ۲۹ ژوئیه ۲۰۰۱   |
| ۲۱۵۲۷۱ | 2001 OR113       | ۱۹ ژوئیه ۲۰۰۱   |
| ۲۱۵۲۷۲ | 2001 PK17        | ۹ اوت ۲۰۰۱      |
| ۲۱۵۲۷۳ | 2001 PO34        | ۱۰ اوت ۲۰۰۱     |
| ۲۱۵۲۷۴ | 2001 PH38        | ۱۱ اوت ۲۰۰۱     |
| ۲۱۵۲۷۵ | 2001 PU65        | ۱۴ اوت ۲۰۰۱     |
| ۲۱۵۲۷۶ | 2001 QT32        | ۱۷ اوت ۲۰۰۱     |
| ۲۱۵۲۷۷ | 2001 QL57        | ۱۶ اوت ۲۰۰۱     |
| ۲۱۵۲۷۸ | 2001 QW82        | ۱۷ اوت ۲۰۰۱     |
| ۲۱۵۲۷۹ | 2001 QN85        | ۱۹ اوت ۲۰۰۱     |
| ۲۱۵۲۸۰ | 2001 QC86        | ۱۸ اوت ۲۰۰۱     |
| ۲۱۵۲۸۱ | 2001 QF121       | ۱۹ اوت ۲۰۰۱     |
| ۲۱۵۲۸۲ | 2001 QP167       | ۲۴ اوت ۲۰۰۱     |
| ۲۱۵۲۸۳ | 2001 QJ201       | ۲۲ اوت ۲۰۰۱     |
| ۲۱۵۲۸۴ | 2001 QB206       | ۲۳ اوت ۲۰۰۱     |
| ۲۱۵۲۸۵ | 2001 QX243       | ۲۴ اوت ۲۰۰۱     |
| ۲۱۵۲۸۶ | 2001 QV262       | ۲۵ اوت ۲۰۰۱     |
| ۲۱۵۲۸۷ | 2001 QW287       | ۱۷ اوت ۲۰۰۱     |
| ۲۱۵۲۸۸ | 2001 RE3         | ۸ سپتامبر ۲۰۰۱  |
| ۲۱۵۲۸۹ | 2001 RF85        | ۱۱ سپتامبر ۲۰۰۱ |
| ۲۱۵۲۹۰ | 2001 RA107       | ۱۲ سپتامبر ۲۰۰۱ |
| ۲۱۵۲۹۱ | 2001 RM109       | ۱۲ سپتامبر ۲۰۰۱ |
| ۲۱۵۲۹۲ | 2001 RD120       | ۱۲ سپتامبر ۲۰۰۱ |
| ۲۱۵۲۹۳ | 2001 RN120       | ۱۲ سپتامبر ۲۰۰۱ |
| ۲۱۵۲۹۴ | 2001 RO123       | ۱۲ سپتامبر ۲۰۰۱ |
| ۲۱۵۲۹۵ | 2001 RR145       | ۸ سپتامبر ۲۰۰۱  |
| ۲۱۵۲۹۶ | 2001 SY25        | ۱۶ سپتامبر ۲۰۰۱ |
| ۲۱۵۲۹۷ | 2001 SG80        | ۲۰ سپتامبر ۲۰۰۱ |
| ۲۱۵۲۹۸ | 2001 SC83        | ۲۰ سپتامبر ۲۰۰۱ |
| ۲۱۵۲۹۹ | 2001 SC112       | ۲۰ سپتامبر ۲۰۰۱ |
| ۲۱۵۳۰۰ | 2001 SM115       | ۲۰ سپتامبر ۲۰۰۱ |
| ۲۱۵۳۰۱ | 2001 SA134       | ۱۶ سپتامبر ۲۰۰۱ |
| ۲۱۵۳۰۲ | 2001 SN135       | ۱۶ سپتامبر ۲۰۰۱ |
| ۲۱۵۳۰۳ | 2001 SQ141       | ۱۶ سپتامبر ۲۰۰۱ |
| ۲۱۵۳۰۴ | 2001 SG150       | ۱۷ سپتامبر ۲۰۰۱ |
| ۲۱۵۳۰۵ | 2001 SD163       | ۱۷ سپتامبر ۲۰۰۱ |
| ۲۱۵۳۰۶ | 2001 SW176       | ۱۶ سپتامبر ۲۰۰۱ |
| ۲۱۵۳۰۷ | 2001 SS178       | ۱۷ سپتامبر ۲۰۰۱ |
| ۲۱۵۳۰۸ | 2001 ST185       | ۱۹ سپتامبر ۲۰۰۱ |
| ۲۱۵۳۰۹ | 2001 SB189       | ۱۹ سپتامبر ۲۰۰۱ |
| ۲۱۵۳۱۰ | 2001 SW207       | ۱۹ سپتامبر ۲۰۰۱ |
| ۲۱۵۳۱۱ | 2001 SC233       | ۱۹ سپتامبر ۲۰۰۱ |
| ۲۱۵۳۱۲ | 2001 SF248       | ۱۹ سپتامبر ۲۰۰۱ |
| ۲۱۵۳۱۳ | 2001 SR306       | ۲۰ سپتامبر ۲۰۰۱ |
| ۲۱۵۳۱۴ | 2001 SA319       | ۲۱ سپتامبر ۲۰۰۱ |
| ۲۱۵۳۱۵ | 2001 SC319       | ۲۱ سپتامبر ۲۰۰۱ |
| ۲۱۵۳۱۶ | 2001 SQ341       | ۲۱ سپتامبر ۲۰۰۱ |
| ۲۱۵۳۱۷ | 2001 TV58        | ۱۳ اکتبر ۲۰۰۱   |
| ۲۱۵۳۱۸ | 2001 TQ93        | ۱۴ اکتبر ۲۰۰۱   |
| ۲۱۵۳۱۹ | 2001 TA119       | ۱۵ اکتبر ۲۰۰۱   |
| ۲۱۵۳۲۰ | 2001 TS136       | ۱۴ اکتبر ۲۰۰۱   |
| ۲۱۵۳۲۱ | 2001 TW138       | ۱۰ اکتبر ۲۰۰۱   |
| ۲۱۵۳۲۲ | 2001 TT161       | ۱۱ اکتبر ۲۰۰۱   |
| ۲۱۵۳۲۳ | 2001 TW172       | ۱۳ اکتبر ۲۰۰۱   |
| ۲۱۵۳۲۴ | 2001 TP198       | ۱۱ اکتبر ۲۰۰۱   |
| ۲۱۵۳۲۵ | 2001 TG204       | ۱۱ اکتبر ۲۰۰۱   |
| ۲۱۵۳۲۶ | 2001 UV26        | ۱۷ اکتبر ۲۰۰۱   |
| ۲۱۵۳۲۷ | 2001 UW38        | ۱۷ اکتبر ۲۰۰۱   |
| ۲۱۵۳۲۸ | 2001 UN47        | ۱۷ اکتبر ۲۰۰۱   |
| ۲۱۵۳۲۹ | 2001 UT48        | ۱۷ اکتبر ۲۰۰۱   |
| ۲۱۵۳۳۰ | 2001 UD61        | ۱۷ اکتبر ۲۰۰۱   |
| ۲۱۵۳۳۱ | 2001 UW61        | ۱۷ اکتبر ۲۰۰۱   |
| ۲۱۵۳۳۲ | 2001 UA116       | ۲۲ اکتبر ۲۰۰۱   |
| ۲۱۵۳۳۳ | 2001 UB148       | ۲۳ اکتبر ۲۰۰۱   |
| ۲۱۵۳۳۴ | 2001 UN165       | ۲۳ اکتبر ۲۰۰۱   |
| ۲۱۵۳۳۵ | 2001 UF173       | ۱۸ اکتبر ۲۰۰۱   |
| ۲۱۵۳۳۶ | 2001 UN178       | ۲۳ اکتبر ۲۰۰۱   |
| ۲۱۵۳۳۷ | 2001 UT188       | ۱۷ اکتبر ۲۰۰۱   |
| ۲۱۵۳۳۸ | 2001 UL200       | ۱۹ اکتبر ۲۰۰۱   |
| ۲۱۵۳۳۹ | 2001 UN203       | ۱۹ اکتبر ۲۰۰۱   |
| ۲۱۵۳۴۰ | 2001 UX210       | ۲۱ اکتبر ۲۰۰۱   |
| ۲۱۵۳۴۱ | 2001 UW224       | ۱۹ اکتبر ۲۰۰۱   |
| ۲۱۵۳۴۲ | 2001 US225       | ۱۶ اکتبر ۲۰۰۱   |
| ۲۱۵۳۴۳ | 2001 VK7         | ۹ نوامبر ۲۰۰۱   |
| ۲۱۵۳۴۴ | 2001 VC22        | ۹ نوامبر ۲۰۰۱   |
| ۲۱۵۳۴۵ | 2001 VX90        | ۱۵ نوامبر ۲۰۰۱  |
| ۲۱۵۳۴۶ | 2001 VJ111       | ۱۲ نوامبر ۲۰۰۱  |
| ۲۱۵۳۴۷ | 2001 VO121       | ۱۵ نوامبر ۲۰۰۱  |
| ۲۱۵۳۴۸ | 2001 VW122       | ۱۱ نوامبر ۲۰۰۱  |
| ۲۱۵۳۴۹ | 2001 VA128       | ۱۱ نوامبر ۲۰۰۱  |
| ۲۱۵۳۵۰ | 2001 WJ31        | ۱۷ نوامبر ۲۰۰۱  |
| ۲۱۵۳۵۱ | 2001 WQ65        | ۲۰ نوامبر ۲۰۰۱  |
| ۲۱۵۳۵۲ | 2001 XZ87        | ۱۴ دسامبر ۲۰۰۱  |
| ۲۱۵۳۵۳ | 2001 XD94        | ۱۰ دسامبر ۲۰۰۱  |
| ۲۱۵۳۵۴ | 2001 XM142       | ۱۴ دسامبر ۲۰۰۱  |
| ۲۱۵۳۵۵ | 2001 XY146       | ۱۴ دسامبر ۲۰۰۱  |
| ۲۱۵۳۵۶ | 2001 XJ147       | ۱۴ دسامبر ۲۰۰۱  |
| ۲۱۵۳۵۷ | 2001 XZ158       | ۱۴ دسامبر ۲۰۰۱  |
| ۲۱۵۳۵۸ | 2001 XR169       | ۱۴ دسامبر ۲۰۰۱  |
| ۲۱۵۳۵۹ | 2001 XX169       | ۱۴ دسامبر ۲۰۰۱  |
| ۲۱۵۳۶۰ | 2001 XJ171       | ۱۴ دسامبر ۲۰۰۱  |
| ۲۱۵۳۶۱ | 2001 XX193       | ۱۴ دسامبر ۲۰۰۱  |
| ۲۱۵۳۶۲ | 2001 XL195       | ۱۴ دسامبر ۲۰۰۱  |
| ۲۱۵۳۶۳ | 2001 XH212       | ۱۱ دسامبر ۲۰۰۱  |
| ۲۱۵۳۶۴ | 2001 XW236       | ۱۵ دسامبر ۲۰۰۱  |
| ۲۱۵۳۶۵ | 2001 XY249       | ۱۴ دسامبر ۲۰۰۱  |
| ۲۱۵۳۶۶ | 2001 XH256       | ۵ دسامبر ۲۰۰۱   |
| ۲۱۵۳۶۷ | 2001 XM256       | ۷ دسامبر ۲۰۰۱   |
| ۲۱۵۳۶۸ | 2001 YR34        | ۱۸ دسامبر ۲۰۰۱  |
| ۲۱۵۳۶۹ | 2001 YE35        | ۱۸ دسامبر ۲۰۰۱  |
| ۲۱۵۳۷۰ | 2001 YU64        | ۱۸ دسامبر ۲۰۰۱  |
| ۲۱۵۳۷۱ | 2001 YD102       | ۱۷ دسامبر ۲۰۰۱  |
| ۲۱۵۳۷۲ | 2002 AL39        | ۹ ژانویه ۲۰۰۲   |
| ۲۱۵۳۷۳ | 2002 AP43        | ۹ ژانویه ۲۰۰۲   |
| ۲۱۵۳۷۴ | 2002 AV64        | ۱۱ ژانویه ۲۰۰۲  |
| ۲۱۵۳۷۵ | 2002 AV73        | ۸ ژانویه ۲۰۰۲   |
| ۲۱۵۳۷۶ | 2002 AO94        | ۸ ژانویه ۲۰۰۲   |
| ۲۱۵۳۷۷ | 2002 AZ106       | ۹ ژانویه ۲۰۰۲   |
| ۲۱۵۳۷۸ | 2002 AS115       | ۹ ژانویه ۲۰۰۲   |
| ۲۱۵۳۷۹ | 2002 AP142       | ۱۳ ژانویه ۲۰۰۲  |
| ۲۱۵۳۸۰ | 2002 CZ7         | ۲ فوریه ۲۰۰۲    |
| ۲۱۵۳۸۱ | 2002 CJ22        | ۵ فوریه ۲۰۰۲    |
| ۲۱۵۳۸۲ | 2002 CE28        | ۶ فوریه ۲۰۰۲    |
| ۲۱۵۳۸۳ | 2002 CF37        | ۷ فوریه ۲۰۰۲    |
| ۲۱۵۳۸۴ | 2002 CT47        | ۳ فوریه ۲۰۰۲    |
| ۲۱۵۳۸۵ | 2002 CN57        | ۷ فوریه ۲۰۰۲    |
| ۲۱۵۳۸۶ | 2002 CR65        | ۶ فوریه ۲۰۰۲    |
| ۲۱۵۳۸۷ | 2002 CC67        | ۷ فوریه ۲۰۰۲    |
| ۲۱۵۳۸۸ | 2002 CG81        | ۷ فوریه ۲۰۰۲    |
| ۲۱۵۳۸۹ | 2002 CG132       | ۷ فوریه ۲۰۰۲    |
| ۲۱۵۳۹۰ | 2002 CE137       | ۸ فوریه ۲۰۰۲    |
| ۲۱۵۳۹۱ | 2002 CA144       | ۹ فوریه ۲۰۰۲    |
| ۲۱۵۳۹۲ | 2002 CF144       | ۹ فوریه ۲۰۰۲    |
| ۲۱۵۳۹۳ | 2002 CH149       | ۱۰ فوریه ۲۰۰۲   |
| ۲۱۵۳۹۴ | 2002 CH199       | ۱۰ فوریه ۲۰۰۲   |
| ۲۱۵۳۹۵ | 2002 CL256       | ۴ فوریه ۲۰۰۲    |
| ۲۱۵۳۹۶ | 2002 CT258       | ۶ فوریه ۲۰۰۲    |
| ۲۱۵۳۹۷ | 2002 CT292       | ۱۱ فوریه ۲۰۰۲   |
| ۲۱۵۳۹۸ | 2002 DH4         | ۲۳ فوریه ۲۰۰۲   |
| ۲۱۵۳۹۹ | 2002 DT17        | ۲۰ فوریه ۲۰۰۲   |
| ۲۱۵۴۰۰ | 2002 EJ17        | ۵ مارس ۲۰۰۲     |
| ۲۱۵۴۰۱ | 2002 EW22        | ۱۰ مارس ۲۰۰۲    |
| ۲۱۵۴۰۲ | 2002 EO43        | ۱۲ مارس ۲۰۰۲    |
| ۲۱۵۴۰۳ | 2002 EE53        | ۱۳ مارس ۲۰۰۲    |
| ۲۱۵۴۰۴ | 2002 EK79        | ۱۰ مارس ۲۰۰۲    |
| ۲۱۵۴۰۵ | 2002 EY108       | ۹ مارس ۲۰۰۲     |
| ۲۱۵۴۰۶ | 2002 EJ111       | ۹ مارس ۲۰۰۲     |
| ۲۱۵۴۰۷ | 2002 EK115       | ۱۰ مارس ۲۰۰۲    |
| ۲۱۵۴۰۸ | 2002 ER129       | ۱۱ مارس ۲۰۰۲    |
| ۲۱۵۴۰۹ | 2002 EJ155       | ۵ مارس ۲۰۰۲     |
| ۲۱۵۴۱۰ | 2002 GN2         | ۴ آوریل ۲۰۰۲    |
| ۲۱۵۴۱۱ | 2002 GB23        | ۱۵ آوریل ۲۰۰۲   |
| ۲۱۵۴۱۲ | 2002 GO45        | ۴ آوریل ۲۰۰۲    |
| ۲۱۵۴۱۳ | 2002 GP51        | ۵ آوریل ۲۰۰۲    |
| ۲۱۵۴۱۴ | 2002 GL86        | ۱۰ آوریل ۲۰۰۲   |
| ۲۱۵۴۱۵ | 2002 GX94        | ۹ آوریل ۲۰۰۲    |
| ۲۱۵۴۱۶ | 2002 GN100       | ۱۰ آوریل ۲۰۰۲   |
| ۲۱۵۴۱۷ | 2002 GU103       | ۱۰ آوریل ۲۰۰۲   |
| ۲۱۵۴۱۸ | 2002 GG117       | ۱۱ آوریل ۲۰۰۲   |
| ۲۱۵۴۱۹ | 2002 GM126       | ۱۲ آوریل ۲۰۰۲   |
| ۲۱۵۴۲۰ | 2002 GN149       | ۱۴ آوریل ۲۰۰۲   |
| ۲۱۵۴۲۱ | 2002 GO155       | ۱۳ آوریل ۲۰۰۲   |
| ۲۱۵۴۲۲ | 2002 GN175       | ۱۱ آوریل ۲۰۰۲   |
| ۲۱۵۴۲۳ | 2002 GE178       | ۴ آوریل ۲۰۰۲    |
| ۲۱۵۴۲۴ | 2002 JE18        | ۷ مه ۲۰۰۲       |
| ۲۱۵۴۲۵ | 2002 JF31        | ۹ مه ۲۰۰۲       |
| ۲۱۵۴۲۶ | 2002 JF45        | ۹ مه ۲۰۰۲       |
| ۲۱۵۴۲۷ | 2002 JF46        | ۹ مه ۲۰۰۲       |
| ۲۱۵۴۲۸ | 2002 JB61        | ۱۰ مه ۲۰۰۲      |
| ۲۱۵۴۲۹ | 2002 JZ74        | ۹ مه ۲۰۰۲       |
| ۲۱۵۴۳۰ | 2002 JJ84        | ۱۱ مه ۲۰۰۲      |
| ۲۱۵۴۳۱ | 2002 JN92        | ۱۱ مه ۲۰۰۲      |
| ۲۱۵۴۳۲ | 2002 JL129       | ۸ مه ۲۰۰۲       |
| ۲۱۵۴۳۳ | 2002 JA140       | ۱۰ مه ۲۰۰۲      |
| ۲۱۵۴۳۴ | 2002 KD10        | ۱۶ مه ۲۰۰۲      |
| ۲۱۵۴۳۵ | 2002 LW8         | ۵ ژوئن ۲۰۰۲     |
| ۲۱۵۴۳۶ | 2002 LP11        | ۵ ژوئن ۲۰۰۲     |
| ۲۱۵۴۳۷ | 2002 LC16        | ۶ ژوئن ۲۰۰۲     |
| ۲۱۵۴۳۸ | 2002 LL25        | ۳ ژوئن ۲۰۰۲     |
| ۲۱۵۴۳۹ | 2002 LT27        | ۹ ژوئن ۲۰۰۲     |
| ۲۱۵۴۴۰ | 2002 LD47        | ۱۵ ژوئن ۲۰۰۲    |
| ۲۱۵۴۴۱ | 2002 LK62        | ۱۲ ژوئن ۲۰۰۲    |
| ۲۱۵۴۴۲ | 2002 MQ3         | ۳۰ ژوئن ۲۰۰۲    |
| ۲۱۵۴۴۳ | 2002 NS34        | ۹ ژوئیه ۲۰۰۲    |
| ۲۱۵۴۴۴ | 2002 NU36        | ۹ ژوئیه ۲۰۰۲    |
| ۲۱۵۴۴۵ | 2002 ND40        | ۱۴ ژوئیه ۲۰۰۲   |
| ۲۱۵۴۴۶ | 2002 NV40        | ۱۴ ژوئیه ۲۰۰۲   |
| ۲۱۵۴۴۷ | 2002 NR45        | ۱۳ ژوئیه ۲۰۰۲   |
| ۲۱۵۴۴۸ | 2002 NL62        | ۳ ژوئیه ۲۰۰۲    |
| ۲۱۵۴۴۹ | 2002 OW8         | ۲۱ ژوئیه ۲۰۰۲   |
| ۲۱۵۴۵۰ | 2002 OC16        | ۱۸ ژوئیه ۲۰۰۲   |
| ۲۱۵۴۵۱ | 2002 OH19        | ۲۴ ژوئیه ۲۰۰۲   |
| ۲۱۵۴۵۲ | 2002 OQ20        | ۲۱ ژوئیه ۲۰۰۲   |
| ۲۱۵۴۵۳ | 2002 PG11        | ۵ اوت ۲۰۰۲      |
| ۲۱۵۴۵۴ | 2002 PQ66        | ۶ اوت ۲۰۰۲      |
| ۲۱۵۴۵۵ | 2002 PY87        | ۱۲ اوت ۲۰۰۲     |
| ۲۱۵۴۵۶ | 2002 PZ136       | ۱۵ اوت ۲۰۰۲     |
| ۲۱۵۴۵۷ | 2002 PQ139       | ۱۳ اوت ۲۰۰۲     |
| ۲۱۵۴۵۸ | 2002 PJ178       | ۱۵ اوت ۲۰۰۲     |
| ۲۱۵۴۵۹ | 2002 QL5         | ۱۶ اوت ۲۰۰۲     |
| ۲۱۵۴۶۰ | 2002 QO8         | ۱۹ اوت ۲۰۰۲     |
| ۲۱۵۴۶۱ | 2002 QB30        | ۲۹ اوت ۲۰۰۲     |
| ۲۱۵۴۶۲ | 2002 QF63        | ۱۷ اوت ۲۰۰۲     |
| ۲۱۵۴۶۳ | 2002 QQ66        | ۳۰ اوت ۲۰۰۲     |
| ۲۱۵۴۶۴ | 2002 QQ79        | ۲۸ اوت ۲۰۰۲     |
| ۲۱۵۴۶۵ | 2002 QE90        | ۱۹ اوت ۲۰۰۲     |
| ۲۱۵۴۶۶ | 2002 QD98        | ۱۸ اوت ۲۰۰۲     |
| ۲۱۵۴۶۷ | 2002 QK100       | ۱۹ اوت ۲۰۰۲     |
| ۲۱۵۴۶۸ | 2002 QD103       | ۳۰ اوت ۲۰۰۲     |
| ۲۱۵۴۶۹ | 2002 RM10        | ۴ سپتامبر ۲۰۰۲  |
| ۲۱۵۴۷۰ | 2002 RO32        | ۴ سپتامبر ۲۰۰۲  |
| ۲۱۵۴۷۱ | 2002 RB34        | ۴ سپتامبر ۲۰۰۲  |
| ۲۱۵۴۷۲ | 2002 RX40        | ۵ سپتامبر ۲۰۰۲  |
| ۲۱۵۴۷۳ | 2002 RZ50        | ۵ سپتامبر ۲۰۰۲  |
| ۲۱۵۴۷۴ | 2002 RD66        | ۴ سپتامبر ۲۰۰۲  |
| ۲۱۵۴۷۵ | 2002 RD122       | ۸ سپتامبر ۲۰۰۲  |
| ۲۱۵۴۷۶ | 2002 RP134       | ۱۰ سپتامبر ۲۰۰۲ |
| ۲۱۵۴۷۷ | 2002 RK163       | ۱۲ سپتامبر ۲۰۰۲ |
| ۲۱۵۴۷۸ | 2002 RC192       | ۱۲ سپتامبر ۲۰۰۲ |
| ۲۱۵۴۷۹ | 2002 RK216       | ۱۳ سپتامبر ۲۰۰۲ |
| ۲۱۵۴۸۰ | 2002 RR230       | ۱۵ سپتامبر ۲۰۰۲ |
| ۲۱۵۴۸۱ | 2002 RW279       | ۱۴ سپتامبر ۲۰۰۲ |
| ۲۱۵۴۸۲ | 2002 TU16        | ۲ اکتبر ۲۰۰۲    |
| ۲۱۵۴۸۳ | 2002 TA33        | ۲ اکتبر ۲۰۰۲    |
| ۲۱۵۴۸۴ | 2002 TS34        | ۲ اکتبر ۲۰۰۲    |
| ۲۱۵۴۸۵ | 2002 TB37        | ۲ اکتبر ۲۰۰۲    |
| ۲۱۵۴۸۶ | 2002 TH43        | ۲ اکتبر ۲۰۰۲    |
| ۲۱۵۴۸۷ | 2002 TC52        | ۲ اکتبر ۲۰۰۲    |
| ۲۱۵۴۸۸ | 2002 TV54        | ۲ اکتبر ۲۰۰۲    |
| ۲۱۵۴۸۹ | 2002 TG57        | ۳ اکتبر ۲۰۰۲    |
| ۲۱۵۴۹۰ | 2002 TY67        | ۵ اکتبر ۲۰۰۲    |
| ۲۱۵۴۹۱ | 2002 TY116       | ۳ اکتبر ۲۰۰۲    |
| ۲۱۵۴۹۲ | 2002 TE122       | ۳ اکتبر ۲۰۰۲    |
| ۲۱۵۴۹۳ | 2002 TR143       | ۴ اکتبر ۲۰۰۲    |
| ۲۱۵۴۹۴ | 2002 TH157       | ۵ اکتبر ۲۰۰۲    |
| ۲۱۵۴۹۵ | 2002 TF161       | ۵ اکتبر ۲۰۰۲    |
| ۲۱۵۴۹۶ | 2002 TT164       | ۵ اکتبر ۲۰۰۲    |
| ۲۱۵۴۹۷ | 2002 TN214       | ۴ اکتبر ۲۰۰۲    |
| ۲۱۵۴۹۸ | 2002 TK226       | ۸ اکتبر ۲۰۰۲    |
| ۲۱۵۴۹۹ | 2002 TP230       | ۷ اکتبر ۲۰۰۲    |
| ۲۱۵۵۰۰ | 2002 TN251       | ۷ اکتبر ۲۰۰۲    |
| ۲۱۵۵۰۱ | 2002 TF257       | ۹ اکتبر ۲۰۰۲    |
| ۲۱۵۵۰۲ | 2002 TJ300       | ۱۵ اکتبر ۲۰۰۲   |
| ۲۱۵۵۰۳ | 2002 TE312       | ۴ اکتبر ۲۰۰۲    |
| ۲۱۵۵۰۴ | 2002 TZ329       | ۵ اکتبر ۲۰۰۲    |
| ۲۱۵۵۰۵ | 2002 TZ363       | ۱۰ اکتبر ۲۰۰۲   |
| ۲۱۵۵۰۶ | 2002 TY371       | ۱۰ اکتبر ۲۰۰۲   |
| ۲۱۵۵۰۷ | 2002 TJ382       | ۵ اکتبر ۲۰۰۲    |
| ۲۱۵۵۰۸ | 2002 TK382       | ۹ اکتبر ۲۰۰۲    |
| ۲۱۵۵۰۹ | 2002 TL382       | ۱۵ اکتبر ۲۰۰۲   |
| ۲۱۵۵۱۰ | 2002 UN2         | ۲۸ اکتبر ۲۰۰۲   |
| ۲۱۵۵۱۱ | 2002 UY3         | ۲۶ اکتبر ۲۰۰۲   |
| ۲۱۵۵۱۲ | 2002 UF14        | ۲۹ اکتبر ۲۰۰۲   |
| ۲۱۵۵۱۳ | 2002 UP19        | ۳۰ اکتبر ۲۰۰۲   |
| ۲۱۵۵۱۴ | 2002 UC50        | ۳۱ اکتبر ۲۰۰۲   |
| ۲۱۵۵۱۵ | 2002 UR53        | ۲۹ اکتبر ۲۰۰۲   |
| ۲۱۵۵۱۶ | 2002 UQ64        | ۳۰ اکتبر ۲۰۰۲   |
| ۲۱۵۵۱۷ | 2002 UZ74        | ۱۸ اکتبر ۲۰۰۲   |
| ۲۱۵۵۱۸ | 2002 UY76        | ۳۱ اکتبر ۲۰۰۲   |
| ۲۱۵۵۱۹ | 2002 VD15        | ۵ نوامبر ۲۰۰۲   |
| ۲۱۵۵۲۰ | 2002 VG29        | ۵ نوامبر ۲۰۰۲   |
| ۲۱۵۵۲۱ | 2002 VJ35        | ۵ نوامبر ۲۰۰۲   |
| ۲۱۵۵۲۲ | 2002 VZ56        | ۶ نوامبر ۲۰۰۲   |
| ۲۱۵۵۲۳ | 2002 VB59        | ۶ نوامبر ۲۰۰۲   |
| ۲۱۵۵۲۴ | 2002 VZ71        | ۷ نوامبر ۲۰۰۲   |
| ۲۱۵۵۲۵ | 2002 VU72        | ۷ نوامبر ۲۰۰۲   |
| ۲۱۵۵۲۶ | 2002 VV83        | ۷ نوامبر ۲۰۰۲   |
| ۲۱۵۵۲۷ | 2002 VT89        | ۸ نوامبر ۲۰۰۲   |
| ۲۱۵۵۲۸ | 2002 VQ91        | ۱۱ نوامبر ۲۰۰۲  |
| ۲۱۵۵۲۹ | 2002 VK101       | ۱۱ نوامبر ۲۰۰۲  |
| ۲۱۵۵۳۰ | 2002 VE103       | ۱۲ نوامبر ۲۰۰۲  |
| ۲۱۵۵۳۱ | 2002 VS105       | ۱۲ نوامبر ۲۰۰۲  |
| ۲۱۵۵۳۲ | 2002 VW105       | ۱۲ نوامبر ۲۰۰۲  |
| ۲۱۵۵۳۳ | 2002 VG111       | ۱۳ نوامبر ۲۰۰۲  |
| ۲۱۵۵۳۴ | 2002 VV113       | ۱۳ نوامبر ۲۰۰۲  |
| ۲۱۵۵۳۵ | 2002 VF128       | ۱۴ نوامبر ۲۰۰۲  |
| ۲۱۵۵۳۶ | 2002 WQ3         | ۲۴ نوامبر ۲۰۰۲  |
| ۲۱۵۵۳۷ | 2002 WQ6         | ۲۴ نوامبر ۲۰۰۲  |
| ۲۱۵۵۳۸ | 2002 WU10        | ۲۵ نوامبر ۲۰۰۲  |
| ۲۱۵۵۳۹ | 2002 WN12        | ۲۷ نوامبر ۲۰۰۲  |
| ۲۱۵۵۴۰ | 2002 WL13        | ۳۰ نوامبر ۲۰۰۲  |
| ۲۱۵۵۴۱ | 2002 WU16        | ۲۸ نوامبر ۲۰۰۲  |
| ۲۱۵۵۴۲ | 2002 WT25        | ۱۶ نوامبر ۲۰۰۲  |
| ۲۱۵۵۴۲ | 2002 XD          | ۱ دسامبر ۲۰۰۲   |
| ۲۱۵۵۴۴ | 2002 XH18        | ۵ دسامبر ۲۰۰۲   |
| ۲۱۵۵۴۵ | 2002 XB25        | ۵ دسامبر ۲۰۰۲   |
| ۲۱۵۵۴۶ | 2002 XF51        | ۱۰ دسامبر ۲۰۰۲  |
| ۲۱۵۵۴۷ | 2002 XE56        | ۸ دسامبر ۲۰۰۲   |
| ۲۱۵۵۴۸ | 2002 XA64        | ۱۱ دسامبر ۲۰۰۲  |
| ۲۱۵۵۴۹ | 2002 XQ85        | ۱۱ دسامبر ۲۰۰۲  |
| ۲۱۵۵۵۰ | 2002 XD104       | ۵ دسامبر ۲۰۰۲   |
| ۲۱۵۵۵۱ | 2002 YR36        | ۲۷ دسامبر ۲۰۰۲  |
| ۲۱۵۵۵۲ | 2003 AJ18        | ۵ ژانویه ۲۰۰۳   |
| ۲۱۵۵۵۳ | 2003 AB42        | ۷ ژانویه ۲۰۰۳   |
| ۲۱۵۵۵۴ | 2003 AX51        | ۵ ژانویه ۲۰۰۳   |
| ۲۱۵۵۵۵ | 2003 AK63        | ۸ ژانویه ۲۰۰۳   |
| ۲۱۵۵۵۶ | 2003 AD85        | ۷ ژانویه ۲۰۰۳   |
| ۲۱۵۵۵۷ | 2003 BJ10        | ۲۶ ژانویه ۲۰۰۳  |
| ۲۱۵۵۵۸ | 2003 BJ57        | ۲۷ ژانویه ۲۰۰۳  |
| ۲۱۵۵۵۹ | 2003 BL76        | ۲۹ ژانویه ۲۰۰۳  |
| ۲۱۵۵۶۰ | 2003 BM88        | ۲۷ ژانویه ۲۰۰۳  |
| ۲۱۵۵۶۱ | 2003 CG18        | ۸ فوریه ۲۰۰۳    |
| ۲۱۵۵۶۲ | 2003 CN20        | ۹ فوریه ۲۰۰۳    |
| ۲۱۵۵۶۳ | 2003 DZ17        | ۱۹ فوریه ۲۰۰۳   |
| ۲۱۵۵۶۴ | 2003 DG24        | ۲۸ فوریه ۲۰۰۳   |
| ۲۱۵۵۶۵ | 2003 EO26        | ۶ مارس ۲۰۰۳     |
| ۲۱۵۵۶۶ | 2003 EG40        | ۸ مارس ۲۰۰۳     |
| ۲۱۵۵۶۷ | 2003 EF62        | ۱۰ مارس ۲۰۰۳    |
| ۲۱۵۵۶۸ | 2003 FK25        | ۲۴ مارس ۲۰۰۳    |
| ۲۱۵۵۶۹ | 2003 FM25        | ۲۴ مارس ۲۰۰۳    |
| ۲۱۵۵۷۰ | 2003 FK48        | ۲۴ مارس ۲۰۰۳    |
| ۲۱۵۵۷۱ | 2003 FK49        | ۲۴ مارس ۲۰۰۳    |
| ۲۱۵۵۷۲ | 2003 FE54        | ۲۵ مارس ۲۰۰۳    |
| ۲۱۵۵۷۳ | 2003 FN61        | ۲۶ مارس ۲۰۰۳    |
| ۲۱۵۵۷۴ | 2003 FF72        | ۲۶ مارس ۲۰۰۳    |
| ۲۱۵۵۷۵ | 2003 FU74        | ۲۶ مارس ۲۰۰۳    |
| ۲۱۵۵۷۶ | 2003 FK75        | ۲۷ مارس ۲۰۰۳    |
| ۲۱۵۵۷۷ | 2003 FL81        | ۲۷ مارس ۲۰۰۳    |
| ۲۱۵۵۷۸ | 2003 FH82        | ۲۷ مارس ۲۰۰۳    |
| ۲۱۵۵۷۹ | 2003 FY88        | ۲۹ مارس ۲۰۰۳    |
| ۲۱۵۵۸۰ | 2003 FP96        | ۳۰ مارس ۲۰۰۳    |
| ۲۱۵۵۸۱ | 2003 FP127       | ۲۹ مارس ۲۰۰۳    |
| ۲۱۵۵۸۲ | 2003 GS10        | ۳ آوریل ۲۰۰۳    |
| ۲۱۵۵۸۳ | 2003 GL29        | ۷ آوریل ۲۰۰۳    |
| ۲۱۵۵۸۴ | 2003 GF36        | ۵ آوریل ۲۰۰۳    |
| ۲۱۵۵۸۵ | 2003 GO39        | ۷ آوریل ۲۰۰۳    |
| ۲۱۵۵۸۶ | 2003 GB43        | ۹ آوریل ۲۰۰۳    |
| ۲۱۵۵۸۷ | 2003 GO44        | ۹ آوریل ۲۰۰۳    |
| ۲۱۵۵۸۸ | 2003 HF2         | ۲۴ آوریل ۲۰۰۳   |
| ۲۱۵۵۸۹ | 2003 JO7         | ۲ مه ۲۰۰۳       |
| ۲۱۵۵۹۰ | 2003 KY10        | ۲۳ مه ۲۰۰۳      |
| ۲۱۵۵۹۰ | 2003 OH          | ۱۸ ژوئیه ۲۰۰۳   |
| ۲۱۵۵۹۲ | 2003 PR4         | ۳ اوت ۲۰۰۳      |
| ۲۱۵۵۹۳ | 2003 QG9         | ۲۰ اوت ۲۰۰۳     |
| ۲۱۵۵۹۴ | 2003 QQ27        | ۲۳ اوت ۲۰۰۳     |
| ۲۱۵۵۹۵ | 2003 QZ35        | ۲۲ اوت ۲۰۰۳     |
| ۲۱۵۵۹۶ | 2003 QT41        | ۲۲ اوت ۲۰۰۳     |
| ۲۱۵۵۹۷ | 2003 QZ76        | ۲۴ اوت ۲۰۰۳     |
| ۲۱۵۵۹۸ | 2003 QE111       | ۳۱ اوت ۲۰۰۳     |
| ۲۱۵۵۹۹ | 2003 RN1         | ۲ سپتامبر ۲۰۰۳  |
| ۲۱۵۶۰۰ | 2003 RM13        | ۱۵ سپتامبر ۲۰۰۳ |
| ۲۱۵۶۰۱ | 2003 RE14        | ۱۵ سپتامبر ۲۰۰۳ |
| ۲۱۵۶۰۲ | 2003 RO20        | ۱۵ سپتامبر ۲۰۰۳ |
| ۲۱۵۶۰۳ | 2003 SH13        | ۱۶ سپتامبر ۲۰۰۳ |
| ۲۱۵۶۰۴ | 2003 SY14        | ۱۷ سپتامبر ۲۰۰۳ |
| ۲۱۵۶۰۵ | 2003 SU29        | ۱۸ سپتامبر ۲۰۰۳ |
| ۲۱۵۶۰۶ | 2003 SF36        | ۱۷ سپتامبر ۲۰۰۳ |
| ۲۱۵۶۰۷ | 2003 SD38        | ۱۶ سپتامبر ۲۰۰۳ |
| ۲۱۵۶۰۸ | 2003 SX60        | ۱۷ سپتامبر ۲۰۰۳ |
| ۲۱۵۶۰۹ | 2003 SL67        | ۱۹ سپتامبر ۲۰۰۳ |
| ۲۱۵۶۱۰ | 2003 SA83        | ۱۸ سپتامبر ۲۰۰۳ |
| ۲۱۵۶۱۱ | 2003 SN90        | ۱۸ سپتامبر ۲۰۰۳ |
| ۲۱۵۶۱۲ | 2003 SS96        | ۱۹ سپتامبر ۲۰۰۳ |
| ۲۱۵۶۱۳ | 2003 SW110       | ۲۰ سپتامبر ۲۰۰۳ |
| ۲۱۵۶۱۴ | 2003 SW121       | ۱۷ سپتامبر ۲۰۰۳ |
| ۲۱۵۶۱۵ | 2003 SH125       | ۱۹ سپتامبر ۲۰۰۳ |
| ۲۱۵۶۱۶ | 2003 SP125       | ۱۹ سپتامبر ۲۰۰۳ |
| ۲۱۵۶۱۷ | 2003 SW128       | ۲۰ سپتامبر ۲۰۰۳ |
| ۲۱۵۶۱۸ | 2003 SB165       | ۲۰ سپتامبر ۲۰۰۳ |
| ۲۱۵۶۱۹ | 2003 SQ168       | ۲۳ سپتامبر ۲۰۰۳ |
| ۲۱۵۶۲۰ | 2003 SN213       | ۲۶ سپتامبر ۲۰۰۳ |
| ۲۱۵۶۲۱ | 2003 SA214       | ۲۶ سپتامبر ۲۰۰۳ |
| ۲۱۵۶۲۲ | 2003 SJ223       | ۲۹ سپتامبر ۲۰۰۳ |
| ۲۱۵۶۲۳ | 2003 SL229       | ۲۷ سپتامبر ۲۰۰۳ |
| ۲۱۵۶۲۴ | 2003 SF235       | ۲۶ سپتامبر ۲۰۰۳ |
| ۲۱۵۶۲۵ | 2003 SX250       | ۲۶ سپتامبر ۲۰۰۳ |
| ۲۱۵۶۲۶ | 2003 SF258       | ۲۸ سپتامبر ۲۰۰۳ |
| ۲۱۵۶۲۷ | 2003 SV262       | ۲۸ سپتامبر ۲۰۰۳ |
| ۲۱۵۶۲۸ | 2003 SP271       | ۲۵ سپتامبر ۲۰۰۳ |
| ۲۱۵۶۲۹ | 2003 SA289       | ۲۸ سپتامبر ۲۰۰۳ |
| ۲۱۵۶۳۰ | 2003 SZ289       | ۲۸ سپتامبر ۲۰۰۳ |
| ۲۱۵۶۳۱ | 2003 SW308       | ۳۰ سپتامبر ۲۰۰۳ |
| ۲۱۵۶۳۲ | 2003 SV318       | ۱۸ سپتامبر ۲۰۰۳ |
| ۲۱۵۶۳۳ | 2003 ST321       | ۲۲ سپتامبر ۲۰۰۳ |
| ۲۱۵۶۳۴ | 2003 SO339       | ۲۶ سپتامبر ۲۰۰۳ |
| ۲۱۵۶۳۵ | 2003 TY4         | ۱ اکتبر ۲۰۰۳    |
| ۲۱۵۶۳۶ | 2003 TP16        | ۱۵ اکتبر ۲۰۰۳   |
| ۲۱۵۶۳۷ | 2003 TG41        | ۲ اکتبر ۲۰۰۳    |
| ۲۱۵۶۳۸ | 2003 TW49        | ۳ اکتبر ۲۰۰۳    |
| ۲۱۵۶۳۹ | 2003 TW58        | ۱۵ اکتبر ۲۰۰۳   |
| ۲۱۵۶۴۰ | 2003 UP14        | ۱۶ اکتبر ۲۰۰۳   |
| ۲۱۵۶۴۱ | 2003 UJ24        | ۲۱ اکتبر ۲۰۰۳   |
| ۲۱۵۶۴۲ | 2003 UB26        | ۲۳ اکتبر ۲۰۰۳   |
| ۲۱۵۶۴۳ | 2003 UJ27        | ۲۳ اکتبر ۲۰۰۳   |
| ۲۱۵۶۴۴ | 2003 UR27        | ۲۲ اکتبر ۲۰۰۳   |
| ۲۱۵۶۴۵ | 2003 UN42        | ۱۷ اکتبر ۲۰۰۳   |
| ۲۱۵۶۴۶ | 2003 US63        | ۱۶ اکتبر ۲۰۰۳   |
| ۲۱۵۶۴۷ | 2003 UN71        | ۱۹ اکتبر ۲۰۰۳   |
| ۲۱۵۶۴۸ | 2003 UF78        | ۱۷ اکتبر ۲۰۰۳   |
| ۲۱۵۶۴۹ | 2003 UT103       | ۲۰ اکتبر ۲۰۰۳   |
| ۲۱۵۶۵۰ | 2003 UU107       | ۱۹ اکتبر ۲۰۰۳   |
| ۲۱۵۶۵۱ | 2003 UT110       | ۲۲ اکتبر ۲۰۰۳   |
| ۲۱۵۶۵۲ | 2003 UE116       | ۲۱ اکتبر ۲۰۰۳   |
| ۲۱۵۶۵۳ | 2003 UM121       | ۱۹ اکتبر ۲۰۰۳   |
| ۲۱۵۶۵۴ | 2003 UK141       | ۱۸ اکتبر ۲۰۰۳   |
| ۲۱۵۶۵۵ | 2003 UJ156       | ۲۰ اکتبر ۲۰۰۳   |
| ۲۱۵۶۵۶ | 2003 UD159       | ۲۰ اکتبر ۲۰۰۳   |
| ۲۱۵۶۵۷ | 2003 UT162       | ۲۱ اکتبر ۲۰۰۳   |
| ۲۱۵۶۵۸ | 2003 UK164       | ۲۱ اکتبر ۲۰۰۳   |
| ۲۱۵۶۵۹ | 2003 UY164       | ۲۱ اکتبر ۲۰۰۳   |
| ۲۱۵۶۶۰ | 2003 UO178       | ۲۱ اکتبر ۲۰۰۳   |
| ۲۱۵۶۶۱ | 2003 UZ179       | ۲۱ اکتبر ۲۰۰۳   |
| ۲۱۵۶۶۲ | 2003 UG188       | ۲۲ اکتبر ۲۰۰۳   |
| ۲۱۵۶۶۳ | 2003 UX210       | ۲۳ اکتبر ۲۰۰۳   |
| ۲۱۵۶۶۴ | 2003 UL214       | ۲۴ اکتبر ۲۰۰۳   |
| ۲۱۵۶۶۵ | 2003 UJ228       | ۲۳ اکتبر ۲۰۰۳   |
| ۲۱۵۶۶۶ | 2003 UO242       | ۲۴ اکتبر ۲۰۰۳   |
| ۲۱۵۶۶۷ | 2003 UX261       | ۲۶ اکتبر ۲۰۰۳   |
| ۲۱۵۶۶۸ | 2003 UG266       | ۲۸ اکتبر ۲۰۰۳   |
| ۲۱۵۶۶۹ | 2003 UV274       | ۳۰ اکتبر ۲۰۰۳   |
| ۲۱۵۶۷۰ | 2003 UO277       | ۲۵ اکتبر ۲۰۰۳   |
| ۲۱۵۶۷۱ | 2003 UB279       | ۲۶ اکتبر ۲۰۰۳   |
| ۲۱۵۶۷۲ | 2003 UU284       | ۲۱ اکتبر ۲۰۰۳   |
| ۲۱۵۶۷۳ | 2003 UO379       | ۲۲ اکتبر ۲۰۰۳   |
| ۲۱۵۶۷۴ | 2003 UJ381       | ۲۲ اکتبر ۲۰۰۳   |
| ۲۱۵۶۷۵ | 2003 UF405       | ۲۳ اکتبر ۲۰۰۳   |
| ۲۱۵۶۷۶ | 2003 VJ11        | ۱۵ نوامبر ۲۰۰۳  |
| ۲۱۵۶۷۶ | 2003 WN          | ۱۶ نوامبر ۲۰۰۳  |
| ۲۱۵۶۷۶ | 2003 WR          | ۱۶ نوامبر ۲۰۰۳  |
| ۲۱۵۶۷۹ | 2003 WL59        | ۱۸ نوامبر ۲۰۰۳  |
| ۲۱۵۶۸۰ | 2003 WS85        | ۲۰ نوامبر ۲۰۰۳  |
| ۲۱۵۶۸۱ | 2003 WH147       | ۲۳ نوامبر ۲۰۰۳  |
| ۲۱۵۶۸۲ | 2003 WD155       | ۲۶ نوامبر ۲۰۰۳  |
| ۲۱۵۶۸۳ | 2003 WB156       | ۲۹ نوامبر ۲۰۰۳  |
| ۲۱۵۶۸۴ | 2003 WR158       | ۲۸ نوامبر ۲۰۰۳  |
| ۲۱۵۶۸۵ | 2003 WK185       | ۲۱ نوامبر ۲۰۰۳  |
| ۲۱۵۶۸۶ | 2003 XG43        | ۱۵ دسامبر ۲۰۰۳  |
| ۲۱۵۶۸۷ | 2003 YP12        | ۱۷ دسامبر ۲۰۰۳  |
| ۲۱۵۶۸۸ | 2003 YC45        | ۲۰ دسامبر ۲۰۰۳  |
| ۲۱۵۶۸۹ | 2003 YT51        | ۱۸ دسامبر ۲۰۰۳  |
| ۲۱۵۶۹۰ | 2003 YM54        | ۱۹ دسامبر ۲۰۰۳  |
| ۲۱۵۶۹۱ | 2003 YT56        | ۱۹ دسامبر ۲۰۰۳  |
| ۲۱۵۶۹۲ | 2003 YK68        | ۱۹ دسامبر ۲۰۰۳  |
| ۲۱۵۶۹۳ | 2003 YC69        | ۲۰ دسامبر ۲۰۰۳  |
| ۲۱۵۶۹۴ | 2003 YD78        | ۱۸ دسامبر ۲۰۰۳  |
| ۲۱۵۶۹۵ | 2003 YU84        | ۱۹ دسامبر ۲۰۰۳  |
| ۲۱۵۶۹۶ | 2003 YX85        | ۱۹ دسامبر ۲۰۰۳  |
| ۲۱۵۶۹۷ | 2003 YM102       | ۱۹ دسامبر ۲۰۰۳  |
| ۲۱۵۶۹۸ | 2003 YE117       | ۲۷ دسامبر ۲۰۰۳  |
| ۲۱۵۶۹۹ | 2003 YH117       | ۲۷ دسامبر ۲۰۰۳  |
| ۲۱۵۷۰۰ | 2003 YE120       | ۲۷ دسامبر ۲۰۰۳  |
| ۲۱۵۷۰۱ | 2003 YD121       | ۲۷ دسامبر ۲۰۰۳  |
| ۲۱۵۷۰۲ | 2003 YJ122       | ۲۶ دسامبر ۲۰۰۳  |
| ۲۱۵۷۰۳ | 2003 YK129       | ۲۷ دسامبر ۲۰۰۳  |
| ۲۱۵۷۰۴ | 2004 AJ1         | ۱۲ ژانویه ۲۰۰۴  |
| ۲۱۵۷۰۵ | 2004 AR7         | ۱۳ ژانویه ۲۰۰۴  |
| ۲۱۵۷۰۶ | 2004 AP10        | ۱۳ ژانویه ۲۰۰۴  |
| ۲۱۵۷۰۷ | 2004 AN24        | ۱۵ ژانویه ۲۰۰۴  |
| ۲۱۵۷۰۸ | 2004 AQ26        | ۱۳ ژانویه ۲۰۰۴  |
| ۲۱۵۷۰۹ | 2004 BV21        | ۱۹ ژانویه ۲۰۰۴  |
| ۲۱۵۷۱۰ | 2004 BK22        | ۱۷ ژانویه ۲۰۰۴  |
| ۲۱۵۷۱۱ | 2004 BD50        | ۲۱ ژانویه ۲۰۰۴  |
| ۲۱۵۷۱۲ | 2004 BO50        | ۲۱ ژانویه ۲۰۰۴  |
| ۲۱۵۷۱۳ | 2004 BZ71        | ۲۳ ژانویه ۲۰۰۴  |
| ۲۱۵۷۱۴ | 2004 BW74        | ۲۵ ژانویه ۲۰۰۴  |
| ۲۱۵۷۱۵ | 2004 BK75        | ۲۲ ژانویه ۲۰۰۴  |
| ۲۱۵۷۱۶ | 2004 BH76        | ۲۴ ژانویه ۲۰۰۴  |
| ۲۱۵۷۱۷ | 2004 BE87        | ۲۲ ژانویه ۲۰۰۴  |
| ۲۱۵۷۱۸ | 2004 BY91        | ۲۶ ژانویه ۲۰۰۴  |
| ۲۱۵۷۱۹ | 2004 BR94        | ۲۸ ژانویه ۲۰۰۴  |
| ۲۱۵۷۲۰ | 2004 BU94        | ۲۸ ژانویه ۲۰۰۴  |
| ۲۱۵۷۲۱ | 2004 BU96        | ۲۴ ژانویه ۲۰۰۴  |
| ۲۱۵۷۲۲ | 2004 BZ96        | ۲۴ ژانویه ۲۰۰۴  |
| ۲۱۵۷۲۳ | 2004 BT101       | ۲۹ ژانویه ۲۰۰۴  |
| ۲۱۵۷۲۴ | 2004 BT111       | ۳۰ ژانویه ۲۰۰۴  |
| ۲۱۵۷۲۵ | 2004 BN116       | ۲۷ ژانویه ۲۰۰۴  |
| ۲۱۵۷۲۶ | 2004 BX116       | ۲۸ ژانویه ۲۰۰۴  |
| ۲۱۵۷۲۷ | 2004 BK150       | ۱۷ ژانویه ۲۰۰۴  |
| ۲۱۵۷۲۷ | 2004 CP          | ۹ فوریه ۲۰۰۴    |
| ۲۱۵۷۲۹ | 2004 CN20        | ۱۱ فوریه ۲۰۰۴   |
| ۲۱۵۷۳۰ | 2004 CB31        | ۱۲ فوریه ۲۰۰۴   |
| ۲۱۵۷۳۱ | 2004 CZ58        | ۱۰ فوریه ۲۰۰۴   |
| ۲۱۵۷۳۲ | 2004 CL73        | ۱۴ فوریه ۲۰۰۴   |
| ۲۱۵۷۳۳ | 2004 CU102       | ۱۲ فوریه ۲۰۰۴   |
| ۲۱۵۷۳۴ | 2004 DV19        | ۱۷ فوریه ۲۰۰۴   |
| ۲۱۵۷۳۵ | 2004 DV23        | ۱۹ فوریه ۲۰۰۴   |
| ۲۱۵۷۳۶ | 2004 DX39        | ۱۶ فوریه ۲۰۰۴   |
| ۲۱۵۷۳۷ | 2004 DG44        | ۱۸ فوریه ۲۰۰۴   |
| ۲۱۵۷۳۸ | 2004 DN49        | ۱۹ فوریه ۲۰۰۴   |
| ۲۱۵۷۳۹ | 2004 DL53        | ۲۳ فوریه ۲۰۰۴   |
| ۲۱۵۷۳۹ | 2004 ED          | ۹ مارس ۲۰۰۴     |
| ۲۱۵۷۴۱ | 2004 EL11        | ۱۰ مارس ۲۰۰۴    |
| ۲۱۵۷۴۲ | 2004 EY16        | ۱۲ مارس ۲۰۰۴    |
| ۲۱۵۷۴۳ | 2004 EV29        | ۱۵ مارس ۲۰۰۴    |
| ۲۱۵۷۴۴ | 2004 EB48        | ۱۵ مارس ۲۰۰۴    |
| ۲۱۵۷۴۵ | 2004 EK50        | ۱۲ مارس ۲۰۰۴    |
| ۲۱۵۷۴۶ | 2004 EH74        | ۱۳ مارس ۲۰۰۴    |
| ۲۱۵۷۴۷ | 2004 EU82        | ۱۳ مارس ۲۰۰۴    |
| ۲۱۵۷۴۸ | 2004 EC83        | ۱۴ مارس ۲۰۰۴    |
| ۲۱۵۷۴۹ | 2004 EN83        | ۱۴ مارس ۲۰۰۴    |
| ۲۱۵۷۵۰ | 2004 EK85        | ۱۵ مارس ۲۰۰۴    |
| ۲۱۵۷۵۱ | 2004 EH105       | ۱۵ مارس ۲۰۰۴    |
| ۲۱۵۷۵۲ | 2004 FZ2         | ۱۶ مارس ۲۰۰۴    |
| ۲۱۵۷۵۳ | 2004 FB9         | ۱۶ مارس ۲۰۰۴    |
| ۲۱۵۷۵۴ | 2004 FF14        | ۱۶ مارس ۲۰۰۴    |
| ۲۱۵۷۵۵ | 2004 FF51        | ۱۹ مارس ۲۰۰۴    |
| ۲۱۵۷۵۶ | 2004 FQ62        | ۱۹ مارس ۲۰۰۴    |
| ۲۱۵۷۵۷ | 2004 FU64        | ۱۹ مارس ۲۰۰۴    |
| ۲۱۵۷۵۸ | 2004 FM68        | ۲۱ مارس ۲۰۰۴    |
| ۲۱۵۷۵۹ | 2004 FW85        | ۱۹ مارس ۲۰۰۴    |
| ۲۱۵۷۶۰ | 2004 FZ89        | ۲۰ مارس ۲۰۰۴    |
| ۲۱۵۷۶۱ | 2004 FF90        | ۲۰ مارس ۲۰۰۴    |
| ۲۱۵۷۶۲ | 2004 FK91        | ۲۱ مارس ۲۰۰۴    |
| ۲۱۵۷۶۳ | 2004 FB95        | ۱۹ مارس ۲۰۰۴    |
| ۲۱۵۷۶۴ | 2004 FQ112       | ۲۶ مارس ۲۰۰۴    |
| ۲۱۵۷۶۵ | 2004 FJ115       | ۲۳ مارس ۲۰۰۴    |
| ۲۱۵۷۶۶ | 2004 FX124       | ۲۷ مارس ۲۰۰۴    |
| ۲۱۵۷۶۷ | 2004 FZ124       | ۲۷ مارس ۲۰۰۴    |
| ۲۱۵۷۶۸ | 2004 FZ131       | ۲۳ مارس ۲۰۰۴    |
| ۲۱۵۷۶۹ | 2004 GA12        | ۱۲ آوریل ۲۰۰۴   |
| ۲۱۵۷۷۰ | 2004 GP16        | ۱۰ آوریل ۲۰۰۴   |
| ۲۱۵۷۷۱ | 2004 GR18        | ۱۴ آوریل ۲۰۰۴   |
| ۲۱۵۷۷۲ | 2004 GU29        | ۱۲ آوریل ۲۰۰۴   |
| ۲۱۵۷۷۳ | 2004 GX31        | ۹ آوریل ۲۰۰۴    |
| ۲۱۵۷۷۴ | 2004 GH32        | ۱۲ آوریل ۲۰۰۴   |
| ۲۱۵۷۷۵ | 2004 HF6         | ۱۷ آوریل ۲۰۰۴   |
| ۲۱۵۷۷۶ | 2004 HU34        | ۱۹ آوریل ۲۰۰۴   |
| ۲۱۵۷۷۷ | 2004 HR37        | ۲۱ آوریل ۲۰۰۴   |
| ۲۱۵۷۷۸ | 2004 HP53        | ۲۵ آوریل ۲۰۰۴   |
| ۲۱۵۷۷۹ | 2004 HY65        | ۱۹ آوریل ۲۰۰۴   |
| ۲۱۵۷۸۰ | 2004 HR69        | ۲۲ آوریل ۲۰۰۴   |
| ۲۱۵۷۸۱ | 2004 HL73        | ۲۸ آوریل ۲۰۰۴   |
| ۲۱۵۷۸۲ | 2004 JO28        | ۱۳ مه ۲۰۰۴      |
| ۲۱۵۷۸۳ | 2004 JS34        | ۱۵ مه ۲۰۰۴      |
| ۲۱۵۷۸۴ | 2004 JE42        | ۱۴ مه ۲۰۰۴      |
| ۲۱۵۷۸۵ | 2004 KQ13        | ۲۱ مه ۲۰۰۴      |
| ۲۱۵۷۸۶ | 2004 KM14        | ۲۳ مه ۲۰۰۴      |
| ۲۱۵۷۸۶ | 2004 LT          | ۹ ژوئن ۲۰۰۴     |
| ۲۱۵۷۸۸ | 2004 LW4         | ۱۲ ژوئن ۲۰۰۴    |
| ۲۱۵۷۸۹ | 2004 LQ9         | ۱۳ ژوئن ۲۰۰۴    |
| ۲۱۵۷۹۰ | 2004 LK14        | ۱۱ ژوئن ۲۰۰۴    |
| ۲۱۵۷۹۱ | 2004 LP24        | ۱۲ ژوئن ۲۰۰۴    |
| ۲۱۵۷۹۲ | 2004 MS3         | ۱۹ ژوئن ۲۰۰۴    |
| ۲۱۵۷۹۳ | 2004 MD7         | ۲۲ ژوئن ۲۰۰۴    |
| ۲۱۵۷۹۴ | 2004 NV12        | ۱۱ ژوئیه ۲۰۰۴   |
| ۲۱۵۷۹۵ | 2004 NF18        | ۱۴ ژوئیه ۲۰۰۴   |
| ۲۱۵۷۹۶ | 2004 NY28        | ۱۴ ژوئیه ۲۰۰۴   |
| ۲۱۵۷۹۶ | 2004 OV          | ۱۶ ژوئیه ۲۰۰۴   |
| ۲۱۵۷۹۸ | 2004 OZ9         | ۲۱ ژوئیه ۲۰۰۴   |
| ۲۱۵۷۹۹ | 2004 OK10        | ۲۱ ژوئیه ۲۰۰۴   |
| ۲۱۵۸۰۰ | 2004 PS27        | ۹ اوت ۲۰۰۴      |
| ۲۱۵۸۰۱ | 2004 PK64        | ۱۰ اوت ۲۰۰۴     |
| ۲۱۵۸۰۲ | 2004 PB73        | ۸ اوت ۲۰۰۴      |
| ۲۱۵۸۰۳ | 2004 PQ83        | ۱۰ اوت ۲۰۰۴     |
| ۲۱۵۸۰۴ | 2004 QG8         | ۱۶ اوت ۲۰۰۴     |
| ۲۱۵۸۰۵ | 2004 RT25        | ۸ سپتامبر ۲۰۰۴  |
| ۲۱۵۸۰۶ | 2004 RW138       | ۸ سپتامبر ۲۰۰۴  |
| ۲۱۵۸۰۷ | 2004 RE168       | ۸ سپتامبر ۲۰۰۴  |
| ۲۱۵۸۰۸ | 2004 RS236       | ۱۰ سپتامبر ۲۰۰۴ |
| ۲۱۵۸۰۹ | 2004 RN287       | ۱۴ سپتامبر ۲۰۰۴ |
| ۲۱۵۸۱۰ | 2004 RZ290       | ۹ سپتامبر ۲۰۰۴  |
| ۲۱۵۸۱۱ | 2004 RE308       | ۱۳ سپتامبر ۲۰۰۴ |
| ۲۱۵۸۱۲ | 2004 TC139       | ۹ اکتبر ۲۰۰۴    |
| ۲۱۵۸۱۳ | 2004 TL197       | ۷ اکتبر ۲۰۰۴    |
| ۲۱۵۸۱۴ | 2004 TO220       | ۶ اکتبر ۲۰۰۴    |
| ۲۱۵۸۱۵ | 2004 TV242       | ۶ اکتبر ۲۰۰۴    |
| ۲۱۵۸۱۶ | 2004 TH277       | ۹ اکتبر ۲۰۰۴    |
| ۲۱۵۸۱۷ | 2004 VB27        | ۴ نوامبر ۲۰۰۴   |
| ۲۱۵۸۱۸ | 2004 XP31        | ۹ دسامبر ۲۰۰۴   |
| ۲۱۵۸۱۹ | 2004 XW34        | ۱۱ دسامبر ۲۰۰۴  |
| ۲۱۵۸۲۰ | 2004 XX35        | ۹ دسامبر ۲۰۰۴   |
| ۲۱۵۸۲۱ | 2004 XO157       | ۱۴ دسامبر ۲۰۰۴  |
| ۲۱۵۸۲۲ | 2004 XT184       | ۱۰ دسامبر ۲۰۰۴  |
| ۲۱۵۸۲۳ | 2005 AX18        | ۸ ژانویه ۲۰۰۵   |
| ۲۱۵۸۲۴ | 2005 AY25        | ۱۱ ژانویه ۲۰۰۵  |
| ۲۱۵۸۲۵ | 2005 AC32        | ۱۱ ژانویه ۲۰۰۵  |
| ۲۱۵۸۲۶ | 2005 AN43        | ۱۵ ژانویه ۲۰۰۵  |
| ۲۱۵۸۲۷ | 2005 AW53        | ۱۳ ژانویه ۲۰۰۵  |
| ۲۱۵۸۲۸ | 2005 AX53        | ۱۳ ژانویه ۲۰۰۵  |
| ۲۱۵۸۲۹ | 2005 AK61        | ۱۵ ژانویه ۲۰۰۵  |
| ۲۱۵۸۳۰ | 2005 BK8         | ۱۶ ژانویه ۲۰۰۵  |
| ۲۱۵۸۳۱ | 2005 BD11        | ۱۶ ژانویه ۲۰۰۵  |
| ۲۱۵۸۳۲ | 2005 BR27        | ۳۱ ژانویه ۲۰۰۵  |
| ۲۱۵۸۳۳ | 2005 CZ5         | ۱ فوریه ۲۰۰۵    |
| ۲۱۵۸۳۴ | 2005 CL11        | ۱ فوریه ۲۰۰۵    |
| ۲۱۵۸۳۵ | 2005 CZ15        | ۲ فوریه ۲۰۰۵    |
| ۲۱۵۸۳۶ | 2005 CW18        | ۲ فوریه ۲۰۰۵    |
| ۲۱۵۸۳۷ | 2005 CX20        | ۲ فوریه ۲۰۰۵    |
| ۲۱۵۸۳۸ | 2005 CT22        | ۱ فوریه ۲۰۰۵    |
| ۲۱۵۸۳۹ | 2005 CP26        | ۱ فوریه ۲۰۰۵    |
| ۲۱۵۸۴۰ | 2005 CP35        | ۲ فوریه ۲۰۰۵    |
| ۲۱۵۸۴۱ | 2005 CH37        | ۶ فوریه ۲۰۰۵    |
| ۲۱۵۸۴۲ | 2005 CB46        | ۲ فوریه ۲۰۰۵    |
| ۲۱۵۸۴۳ | 2005 CU57        | ۲ فوریه ۲۰۰۵    |
| ۲۱۵۸۴۴ | 2005 CA63        | ۹ فوریه ۲۰۰۵    |
| ۲۱۵۸۴۵ | 2005 CS65        | ۹ فوریه ۲۰۰۵    |
| ۲۱۵۸۴۶ | 2005 EJ5         | ۱ مارس ۲۰۰۵     |
| ۲۱۵۸۴۷ | 2005 EL5         | ۱ مارس ۲۰۰۵     |
| ۲۱۵۸۴۸ | 2005 EA6         | ۱ مارس ۲۰۰۵     |
| ۲۱۵۸۴۹ | 2005 EZ12        | ۲ مارس ۲۰۰۵     |
| ۲۱۵۸۵۰ | 2005 ED15        | ۳ مارس ۲۰۰۵     |
| ۲۱۵۸۵۱ | 2005 EB18        | ۳ مارس ۲۰۰۵     |
| ۲۱۵۸۵۲ | 2005 ES20        | ۳ مارس ۲۰۰۵     |
| ۲۱۵۸۵۳ | 2005 EB29        | ۳ مارس ۲۰۰۵     |
| ۲۱۵۸۵۴ | 2005 EQ29        | ۲ مارس ۲۰۰۵     |
| ۲۱۵۸۵۵ | 2005 EG36        | ۴ مارس ۲۰۰۵     |
| ۲۱۵۸۵۶ | 2005 ER47        | ۳ مارس ۲۰۰۵     |
| ۲۱۵۸۵۷ | 2005 EF52        | ۴ مارس ۲۰۰۵     |
| ۲۱۵۸۵۸ | 2005 ES58        | ۴ مارس ۲۰۰۵     |
| ۲۱۵۸۵۹ | 2005 EJ63        | ۴ مارس ۲۰۰۵     |
| ۲۱۵۸۶۰ | 2005 EQ71        | ۲ مارس ۲۰۰۵     |
| ۲۱۵۸۶۱ | 2005 EM101       | ۳ مارس ۲۰۰۵     |
| ۲۱۵۸۶۲ | 2005 ED112       | ۴ مارس ۲۰۰۵     |
| ۲۱۵۸۶۳ | 2005 EX132       | ۹ مارس ۲۰۰۵     |
| ۲۱۵۸۶۴ | 2005 EC142       | ۱۰ مارس ۲۰۰۵    |
| ۲۱۵۸۶۵ | 2005 ET144       | ۱۰ مارس ۲۰۰۵    |
| ۲۱۵۸۶۶ | 2005 EG145       | ۱۰ مارس ۲۰۰۵    |
| ۲۱۵۸۶۷ | 2005 EK148       | ۱۰ مارس ۲۰۰۵    |
| ۲۱۵۸۶۸ | 2005 EA153       | ۱۲ مارس ۲۰۰۵    |
| ۲۱۵۸۶۹ | 2005 ET156       | ۹ مارس ۲۰۰۵     |
| ۲۱۵۸۷۰ | 2005 EM161       | ۹ مارس ۲۰۰۵     |
| ۲۱۵۸۷۱ | 2005 EO165       | ۱۱ مارس ۲۰۰۵    |
| ۲۱۵۸۷۲ | 2005 EH176       | ۸ مارس ۲۰۰۵     |
| ۲۱۵۸۷۳ | 2005 EO183       | ۹ مارس ۲۰۰۵     |
| ۲۱۵۸۷۴ | 2005 EB193       | ۱۱ مارس ۲۰۰۵    |
| ۲۱۵۸۷۵ | 2005 EY193       | ۱۱ مارس ۲۰۰۵    |
| ۲۱۵۸۷۶ | 2005 EO207       | ۹ مارس ۲۰۰۵     |
| ۲۱۵۸۷۷ | 2005 EU219       | ۱۰ مارس ۲۰۰۵    |
| ۲۱۵۸۷۸ | 2005 EM230       | ۱۰ مارس ۲۰۰۵    |
| ۲۱۵۸۷۹ | 2005 EA231       | ۱۰ مارس ۲۰۰۵    |
| ۲۱۵۸۸۰ | 2005 EA245       | ۱۱ مارس ۲۰۰۵    |
| ۲۱۵۸۸۱ | 2005 EE245       | ۱۱ مارس ۲۰۰۵    |
| ۲۱۵۸۸۲ | 2005 EO253       | ۱۱ مارس ۲۰۰۵    |
| ۲۱۵۸۸۳ | 2005 EJ295       | ۱۳ مارس ۲۰۰۵    |
| ۲۱۵۸۸۴ | 2005 EX296       | ۹ مارس ۲۰۰۵     |
| ۲۱۵۸۸۵ | 2005 EW323       | ۴ مارس ۲۰۰۵     |
| ۲۱۵۸۸۵ | 2005 FP          | ۱۶ مارس ۲۰۰۵    |
| ۲۱۵۸۸۷ | 2005 GZ2         | ۱ آوریل ۲۰۰۵    |
| ۲۱۵۸۸۸ | 2005 GU4         | ۱ آوریل ۲۰۰۵    |
| ۲۱۵۸۸۹ | 2005 GY5         | ۱ آوریل ۲۰۰۵    |
| ۲۱۵۸۹۰ | 2005 GM17        | ۲ آوریل ۲۰۰۵    |
| ۲۱۵۸۹۱ | 2005 GF19        | ۲ آوریل ۲۰۰۵    |
| ۲۱۵۸۹۲ | 2005 GG30        | ۴ آوریل ۲۰۰۵    |
| ۲۱۵۸۹۳ | 2005 GS42        | ۵ آوریل ۲۰۰۵    |
| ۲۱۵۸۹۴ | 2005 GN53        | ۲ آوریل ۲۰۰۵    |
| ۲۱۵۸۹۵ | 2005 GG54        | ۵ آوریل ۲۰۰۵    |
| ۲۱۵۸۹۶ | 2005 GV58        | ۴ آوریل ۲۰۰۵    |
| ۲۱۵۸۹۷ | 2005 GJ66        | ۲ آوریل ۲۰۰۵    |
| ۲۱۵۸۹۸ | 2005 GR69        | ۳ آوریل ۲۰۰۵    |
| ۲۱۵۸۹۹ | 2005 GQ104       | ۱۰ آوریل ۲۰۰۵   |
| ۲۱۵۹۰۰ | 2005 GR124       | ۹ آوریل ۲۰۰۵    |
| ۲۱۵۹۰۱ | 2005 GA130       | ۷ آوریل ۲۰۰۵    |
| ۲۱۵۹۰۲ | 2005 GL169       | ۱۲ آوریل ۲۰۰۵   |
| ۲۱۵۹۰۳ | 2005 GO181       | ۱۲ آوریل ۲۰۰۵   |
| ۲۱۵۹۰۴ | 2005 GX181       | ۱۲ آوریل ۲۰۰۵   |
| ۲۱۵۹۰۵ | 2005 GF223       | ۱۰ آوریل ۲۰۰۵   |
| ۲۱۵۹۰۶ | 2005 GV226       | ۱۴ آوریل ۲۰۰۵   |
| ۲۱۵۹۰۷ | 2005 HT3         | ۲۷ آوریل ۲۰۰۵   |
| ۲۱۵۹۰۸ | 2005 HH6         | ۳۰ آوریل ۲۰۰۵   |
| ۲۱۵۹۰۹ | 2005 JH13        | ۴ مه ۲۰۰۵       |
| ۲۱۵۹۱۰ | 2005 JL20        | ۴ مه ۲۰۰۵       |
| ۲۱۵۹۱۱ | 2005 JX21        | ۶ مه ۲۰۰۵       |
| ۲۱۵۹۱۲ | 2005 JK30        | ۴ مه ۲۰۰۵       |
| ۲۱۵۹۱۳ | 2005 JE34        | ۴ مه ۲۰۰۵       |
| ۲۱۵۹۱۴ | 2005 JK36        | ۴ مه ۲۰۰۵       |
| ۲۱۵۹۱۵ | 2005 JG39        | ۷ مه ۲۰۰۵       |
| ۲۱۵۹۱۶ | 2005 JT48        | ۳ مه ۲۰۰۵       |
| ۲۱۵۹۱۷ | 2005 JB56        | ۶ مه ۲۰۰۵       |
| ۲۱۵۹۱۸ | 2005 JG56        | ۶ مه ۲۰۰۵       |
| ۲۱۵۹۱۹ | 2005 JZ70        | ۷ مه ۲۰۰۵       |
| ۲۱۵۹۲۰ | 2005 JB86        | ۸ مه ۲۰۰۵       |
| ۲۱۵۹۲۱ | 2005 JV98        | ۸ مه ۲۰۰۵       |
| ۲۱۵۹۲۲ | 2005 JG103       | ۹ مه ۲۰۰۵       |
| ۲۱۵۹۲۳ | 2005 JP103       | ۱۰ مه ۲۰۰۵      |
| ۲۱۵۹۲۴ | 2005 JX104       | ۱۱ مه ۲۰۰۵      |
| ۲۱۵۹۲۵ | 2005 JP107       | ۱۲ مه ۲۰۰۵      |
| ۲۱۵۹۲۶ | 2005 JX126       | ۱۲ مه ۲۰۰۵      |
| ۲۱۵۹۲۷ | 2005 JZ127       | ۱۲ مه ۲۰۰۵      |
| ۲۱۵۹۲۸ | 2005 JX151       | ۴ مه ۲۰۰۵       |
| ۲۱۵۹۲۹ | 2005 JP153       | ۴ مه ۲۰۰۵       |
| ۲۱۵۹۳۰ | 2005 JB161       | ۸ مه ۲۰۰۵       |
| ۲۱۵۹۳۱ | 2005 KF4         | ۱۷ مه ۲۰۰۵      |
| ۲۱۵۹۳۲ | 2005 KY4         | ۱۸ مه ۲۰۰۵      |
| ۲۱۵۹۳۳ | 2005 KU5         | ۱۶ مه ۲۰۰۵      |
| ۲۱۵۹۳۴ | 2005 KV6         | ۱۹ مه ۲۰۰۵      |
| ۲۱۵۹۳۵ | 2005 KW6         | ۱۹ مه ۲۰۰۵      |
| ۲۱۵۹۳۶ | 2005 KQ10        | ۳۰ مه ۲۰۰۵      |
| ۲۱۵۹۳۷ | 2005 KW10        | ۳۱ مه ۲۰۰۵      |
| ۲۱۵۹۳۸ | 2005 LS4         | ۱ ژوئن ۲۰۰۵     |
| ۲۱۵۹۳۹ | 2005 LQ5         | ۲ ژوئن ۲۰۰۵     |
| ۲۱۵۹۴۰ | 2005 LS5         | ۲ ژوئن ۲۰۰۵     |
| ۲۱۵۹۴۱ | 2005 LO20        | ۴ ژوئن ۲۰۰۵     |
| ۲۱۵۹۴۲ | 2005 LG22        | ۸ ژوئن ۲۰۰۵     |
| ۲۱۵۹۴۳ | 2005 MN3         | ۲۴ ژوئن ۲۰۰۵    |
| ۲۱۵۹۴۴ | 2005 MU11        | ۲۷ ژوئن ۲۰۰۵    |
| ۲۱۵۹۴۵ | 2005 ML15        | ۲۹ ژوئن ۲۰۰۵    |
| ۲۱۵۹۴۶ | 2005 MA23        | ۳۰ ژوئن ۲۰۰۵    |
| ۲۱۵۹۴۷ | 2005 MZ38        | ۳۰ ژوئن ۲۰۰۵    |
| ۲۱۵۹۴۸ | 2005 MC43        | ۳۰ ژوئن ۲۰۰۵    |
| ۲۱۵۹۴۹ | 2005 MH43        | ۲۱ ژوئن ۲۰۰۵    |
| ۲۱۵۹۵۰ | 2005 NO6         | ۴ ژوئیه ۲۰۰۵    |
| ۲۱۵۹۵۱ | 2005 NC23        | ۴ ژوئیه ۲۰۰۵    |
| ۲۱۵۹۵۲ | 2005 NX27        | ۵ ژوئیه ۲۰۰۵    |
| ۲۱۵۹۵۳ | 2005 NR31        | ۴ ژوئیه ۲۰۰۵    |
| ۲۱۵۹۵۴ | 2005 NS31        | ۵ ژوئیه ۲۰۰۵    |
| ۲۱۵۹۵۵ | 2005 NF39        | ۶ ژوئیه ۲۰۰۵    |
| ۲۱۵۹۵۶ | 2005 NW40        | ۳ ژوئیه ۲۰۰۵    |
| ۲۱۵۹۵۷ | 2005 NT55        | ۱۱ ژوئیه ۲۰۰۵   |
| ۲۱۵۹۵۸ | 2005 NN56        | ۵ ژوئیه ۲۰۰۵    |
| ۲۱۵۹۵۹ | 2005 NL72        | ۶ ژوئیه ۲۰۰۵    |
| ۲۱۵۹۶۰ | 2005 NX74        | ۹ ژوئیه ۲۰۰۵    |
| ۲۱۵۹۶۱ | 2005 NC122       | ۱۰ ژوئیه ۲۰۰۵   |
| ۲۱۵۹۶۱ | 2005 PA          | ۱ اوت ۲۰۰۵      |
| ۲۱۵۹۶۳ | 2005 PK18        | ۱۱ اوت ۲۰۰۵     |
| ۲۱۵۹۶۴ | 2005 QZ2         | ۲۴ اوت ۲۰۰۵     |
| ۲۱۵۹۶۵ | 2005 QL32        | ۲۴ اوت ۲۰۰۵     |
| ۲۱۵۹۶۶ | 2005 QD38        | ۲۵ اوت ۲۰۰۵     |
| ۲۱۵۹۶۷ | 2005 QQ43        | ۲۶ اوت ۲۰۰۵     |
| ۲۱۵۹۶۸ | 2005 QO53        | ۲۸ اوت ۲۰۰۵     |
| ۲۱۵۹۶۹ | 2005 QJ55        | ۲۸ اوت ۲۰۰۵     |
| ۲۱۵۹۷۰ | 2005 QV66        | ۲۸ اوت ۲۰۰۵     |
| ۲۱۵۹۷۱ | 2005 QN68        | ۲۸ اوت ۲۰۰۵     |
| ۲۱۵۹۷۲ | 2005 QM90        | ۲۵ اوت ۲۰۰۵     |
| ۲۱۵۹۷۳ | 2005 QW96        | ۲۷ اوت ۲۰۰۵     |
| ۲۱۵۹۷۴ | 2005 QQ106       | ۲۷ اوت ۲۰۰۵     |
| ۲۱۵۹۷۵ | 2005 QK111       | ۲۷ اوت ۲۰۰۵     |
| ۲۱۵۹۷۶ | 2005 QU120       | ۲۸ اوت ۲۰۰۵     |
| ۲۱۵۹۷۷ | 2005 QR149       | ۲۸ اوت ۲۰۰۵     |
| ۲۱۵۹۷۸ | 2005 QV179       | ۲۶ اوت ۲۰۰۵     |
| ۲۱۵۹۷۹ | 2005 RD11        | ۱۰ سپتامبر ۲۰۰۵ |
| ۲۱۵۹۸۰ | 2005 RP22        | ۱۰ سپتامبر ۲۰۰۵ |
| ۲۱۵۹۸۱ | 2005 RR26        | ۸ سپتامبر ۲۰۰۵  |
| ۲۱۵۹۸۲ | 2005 SN27        | ۲۳ سپتامبر ۲۰۰۵ |
| ۲۱۵۹۸۳ | 2005 SC33        | ۲۳ سپتامبر ۲۰۰۵ |
| ۲۱۵۹۸۴ | 2005 SO37        | ۲۴ سپتامبر ۲۰۰۵ |
| ۲۱۵۹۸۵ | 2005 SH46        | ۲۴ سپتامبر ۲۰۰۵ |
| ۲۱۵۹۸۶ | 2005 SR48        | ۲۴ سپتامبر ۲۰۰۵ |
| ۲۱۵۹۸۷ | 2005 SW60        | ۲۶ سپتامبر ۲۰۰۵ |
| ۲۱۵۹۸۸ | 2005 ST70        | ۲۶ سپتامبر ۲۰۰۵ |
| ۲۱۵۹۸۹ | 2005 SK85        | ۲۴ سپتامبر ۲۰۰۵ |
| ۲۱۵۹۹۰ | 2005 SN119       | ۲۸ سپتامبر ۲۰۰۵ |
| ۲۱۵۹۹۱ | 2005 SZ125       | ۲۹ سپتامبر ۲۰۰۵ |
| ۲۱۵۹۹۲ | 2005 SS126       | ۲۹ سپتامبر ۲۰۰۵ |
| ۲۱۵۹۹۳ | 2005 SN163       | ۲۷ سپتامبر ۲۰۰۵ |
| ۲۱۵۹۹۴ | 2005 SJ166       | ۲۸ سپتامبر ۲۰۰۵ |
| ۲۱۵۹۹۵ | 2005 SR178       | ۲۹ سپتامبر ۲۰۰۵ |
| ۲۱۵۹۹۶ | 2005 SP185       | ۲۹ سپتامبر ۲۰۰۵ |
| ۲۱۵۹۹۷ | 2005 SH199       | ۳۰ سپتامبر ۲۰۰۵ |
| ۲۱۵۹۹۸ | 2005 SH201       | ۳۰ سپتامبر ۲۰۰۵ |
| ۲۱۵۹۹۹ | 2005 SV242       | ۳۰ سپتامبر ۲۰۰۵ |
| ۲۱۶۰۰۰ | 2005 SF258       | ۲۳ سپتامبر ۲۰۰۵ |